# 警察機動部隊
警察機動部隊（英語：、PTU），簡稱機動部隊，俗稱藍帽子（英語：Blue Berets），隸屬於香港警務處行動處行動部，是準軍事化的防暴警察。主要責任為執行防暴、反罪惡巡邏、於大型活動中人群管理、維持內部保安、搜索及拯救及災難支援等等。

## 組織

### 總部

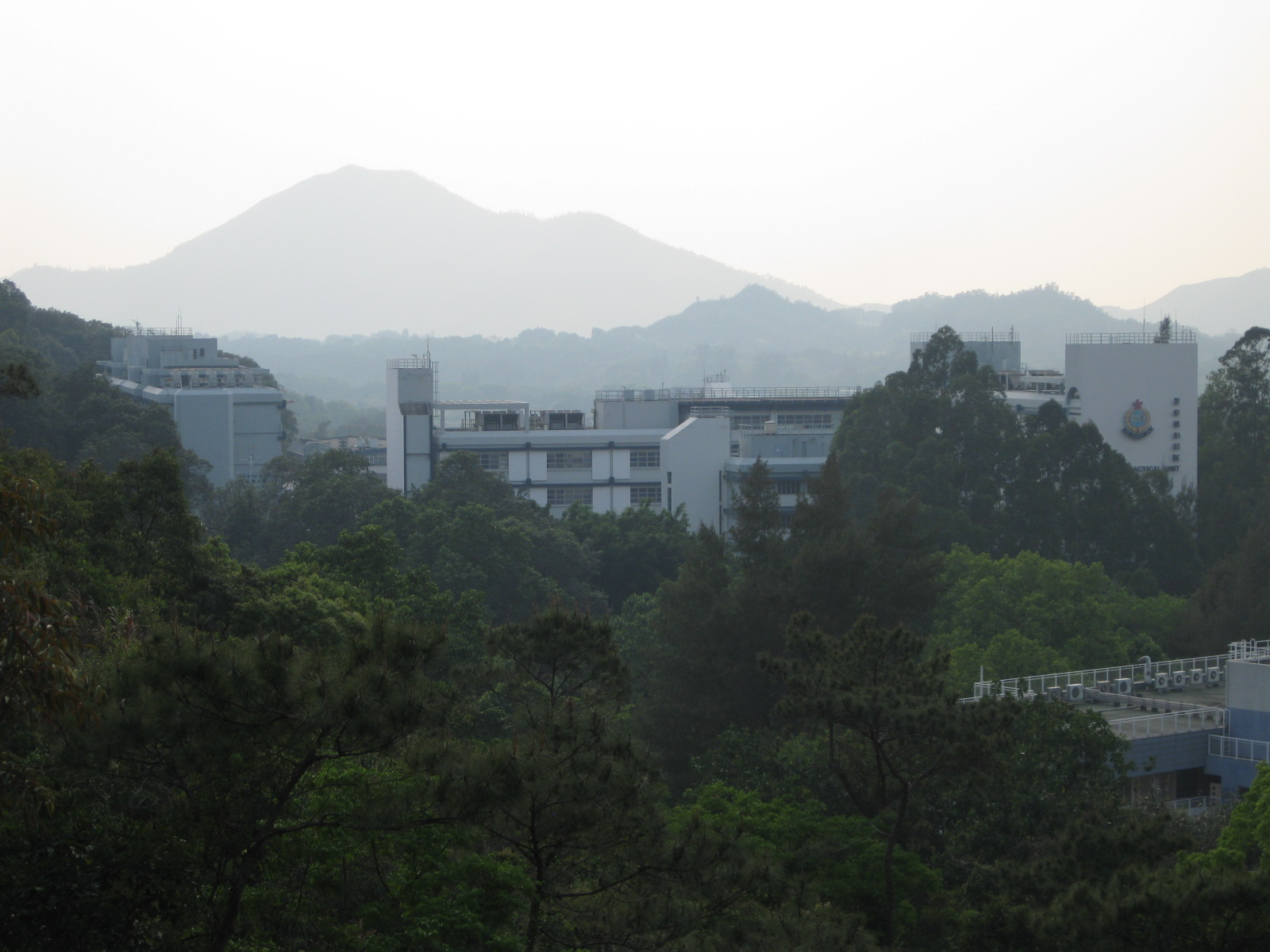
警察機動部隊總部。

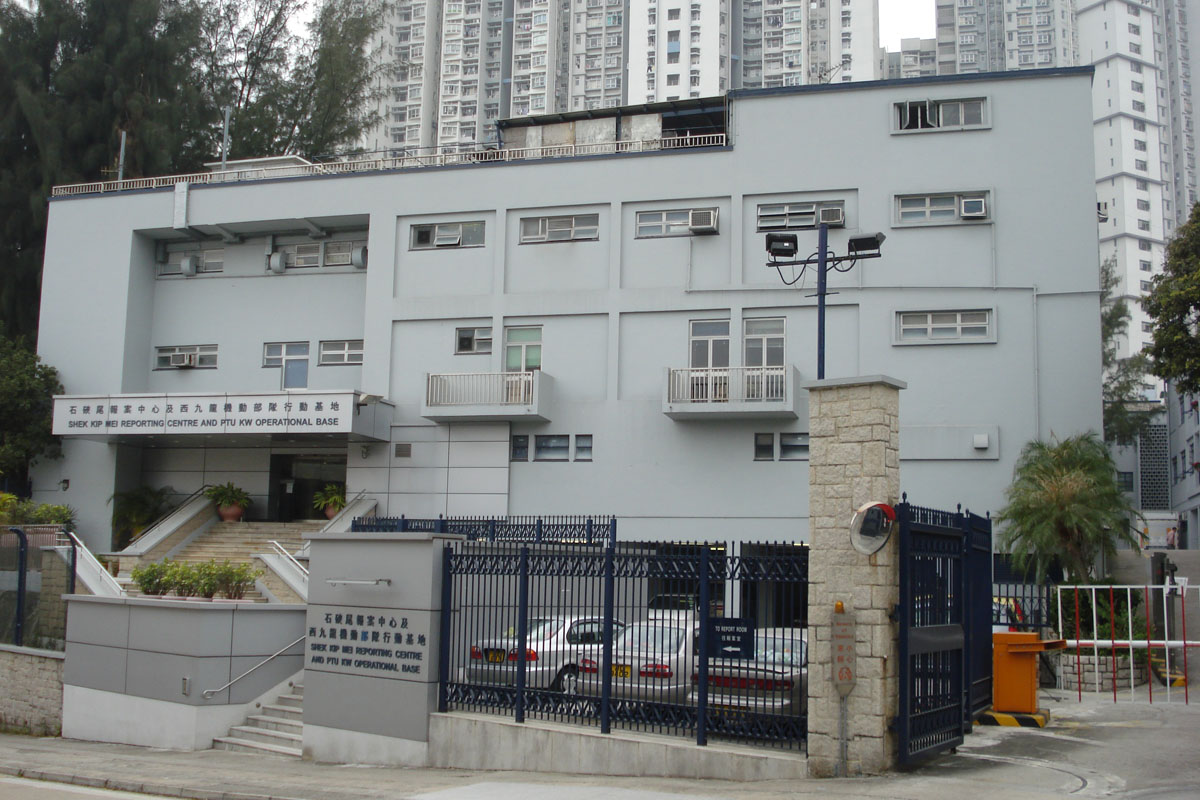
西九龍機動部隊行動基地。

- 警察機動部隊總部：位於香港新界北區粉嶺蝴蝶山路1號警察機動部隊基地，負責督導警察機動部隊各大隊及其他內部保安大隊的訓練事務的工作，並且定期按照趨勢作出檢討及改善有關於內部保安及人群管理的策略、戰術、武器和裝備等。[4]。其歷史、傳統及全面現代化的訓練制度，使到其為世界上其中一個最優秀的警察訓練機構[5]。由一名總警司擔任校長，由兩名高級警司擔任副校長。
  - 訓練組，由一名警司帶領。
  - 支援組，由一名警司帶領。
    - 行政組，由一名行政主任帶領。
      - 物料供應室
      - 總務室

  - 研究及發展組，由一名警司帶領。

#### 裝甲車部隊
裝甲車部隊於1970年成立，負責防暴及在槍戰情況下執行拯救任務等；此外，於其成立初年，當時香港政府以現金向公務員發出薪金，故此裝甲車部隊亦有協助押款。裝甲車部隊成立時駐守於元朗警署，於1971年遷往警察機動部隊基地。成立原因是基於1967年沙頭角槍戰教訓，救護車輛無法進入現場，各區派遣一輛高馬型裝甲貨車趕赴現場，惟未進入罪案現場時，輪胎已經被射穿而無法前進。
於1980年代初期，編制為由一名督察出任主管，由一名警署警長出任副主管，領導30名警長。至1988年使用第二批裝甲車後，駕駛員崗位轉由警員擔任。車長均需要接受及通過高級駕駛訓練，包括馬路駕駛、山路駕駛、上下坡、在障礙物阻擋下駕駛及推開障礙物等。

#### 醫療隊
醫療隊主要負責為警察機動部隊基地訓練中的人員提供急救，醫療隊人員（皆為體能訓練教官）皆為合符資格的醫護人員，全部修讀過由醫院管理局所提供的創傷性治療課程（英文：Basic Trauma Life Support Course），為到受傷人員提供送院前護理。醫療隊的設備包括心臟纖維振動器、氣管插管手術儀器以及生理鹽水等等，足以處理嚴重創傷和不省人事等情況。。

### 大隊

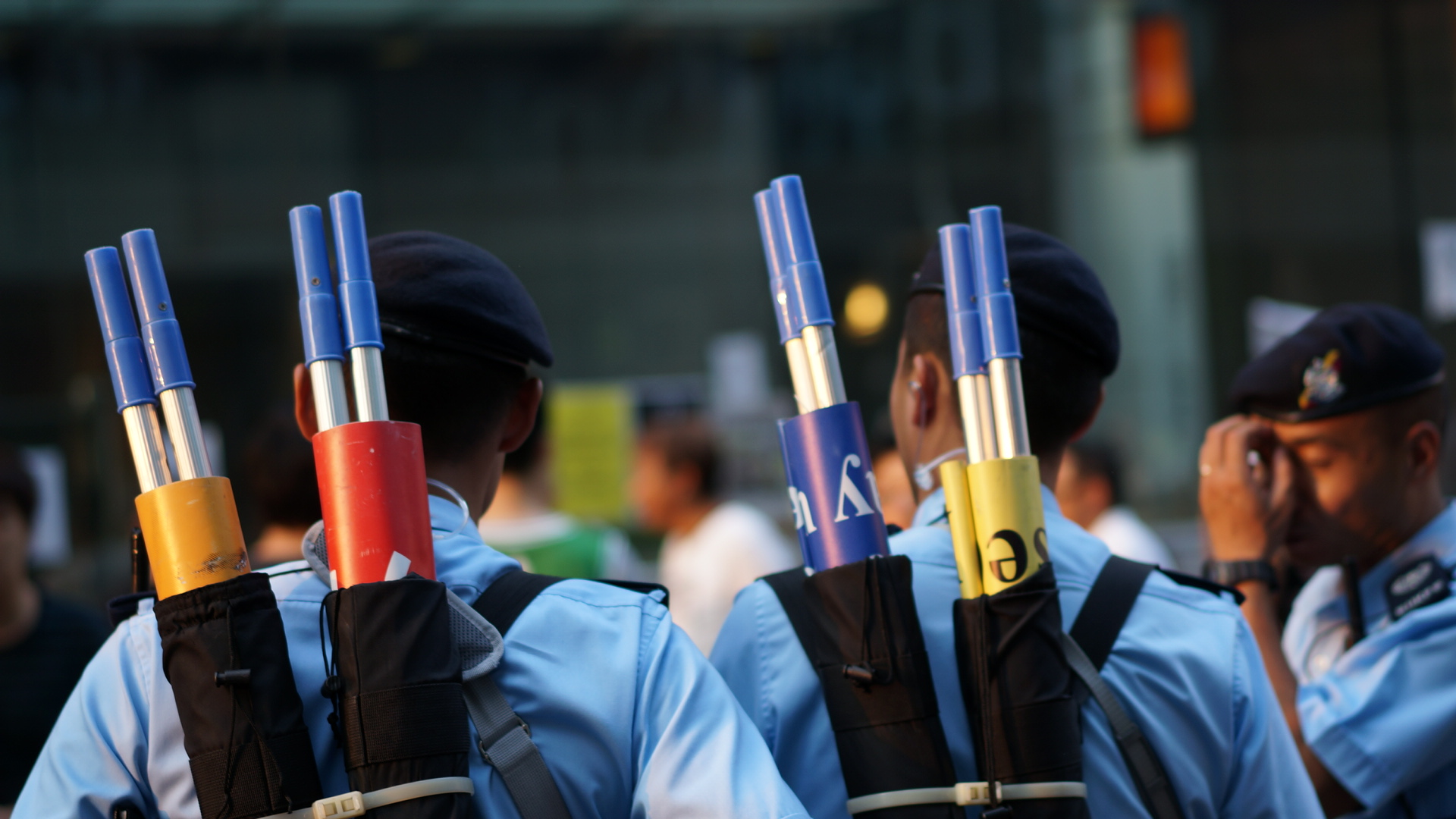
每個大隊有一名警員擔任的大隊傳令員（Company Orderly）崗位，負責向整隊人員傳遞警司或者總督察的訊息及命令。每排都有由一名警員擔任的傳令員（Orderly）崗位，負責向整排人員傳遞來自督察或者高級督察的訊息及命令。

警察機動部隊總部每8週從軍裝巡邏小隊抽調171名人員組成一個大隊（亦即一連），接受訓練為期14
週（警長或者以上職級為18週）及執勤40週（2009年第一期開始全面推行至今）。及後大隊解散，新大隊再成立，如此不斷循環，確保警務處全體紀律人員均接受過準軍事化訓練。即使人員曾經駐守於警察機動部隊，因應情況，日後亦有機會再次被抽調至警察機動部隊總部，接受更新過的訓練。此種制度確保香港若然發生大型事件及災難時，警務處具備隨時召集大量接受過內部保安訓練的准軍事化警察力量。
每個大隊Company（共171名人員）由一名警司指揮，由一名總督察輔助，由一名警署警長和一名警員（大隊傳令員 Company Orderly）負責行政及補給事務，由一名警長負責行動及內部事務管理和一名警員司機。
每連下轄4排platoon（每排有41名人員），每排分為4個橫排section。當中每platoon由兩名督察或者高級督察領導一名警署警長、8名警長和30名警員。包括2名督察、1名警署警長、1名傳令警員Orderly、2名警車守衞警員、3名司機警員、32人為防暴小隊（8警長，24警員）。防暴小隊有4個橫排section（6警員，2警長）。ACP巡邏兩個直排8人為1個column, 半個column是1個brick（4人）。
- 常規大隊：合共8個大隊。
  - 包括新界南總區（A連及F連）、西九龍總區（B 連及Y連）、新界北總區（C連及X連）、東九龍總區（D連及G連）、香港島總區（E連及Z連）5個陸上總區合共5個大隊。
- 訓練大隊：合共2個大隊（輪流交替），駐守於機動部隊總部。

#### 大隊數量變遷
- ？至1997年：10個常規大隊，於1997年香港回歸前高峰期，當時5個陸上總區合共5個大隊、快速應變部隊（一個大隊，當時未獨立於警察機動部隊總部）、三個港深口岸合共3個大隊，另外有一支大隊。
- 1997年至2003年：9個常規大隊
- 2003年至2010年：4個常規大隊
- 2010年至2014年：7個常規大隊（5個總區大隊，2隊訓練大隊）
- 2014年至今：10個常規大隊（8個總區大隊，2隊訓練大隊）
- 未來（踏浪者行動後擴充）：12個常規大隊（10個總區大隊，2隊訓練大隊）

### 歷任主管
- 任達榮總警司：首位華人暨本地校長。[8]
- 歐學林總警司
- 吳文儉總警司。[9]
- 孫貴良總警司
- 黃志雄總警司（？至2009年）
- 羅夢熊總警司
- 張德強總警司
- 歐陽照剛總警司（2013年2016年）
- 郭蔭庸總警司 （第36任，2016年至2018）
- 莊定賢總警司 （2018年至2020年4月）
- 陳健國總警司（2020年4月至2022年8月）
- 莫慶榮總警司（2022年8月至今）

## 歷史

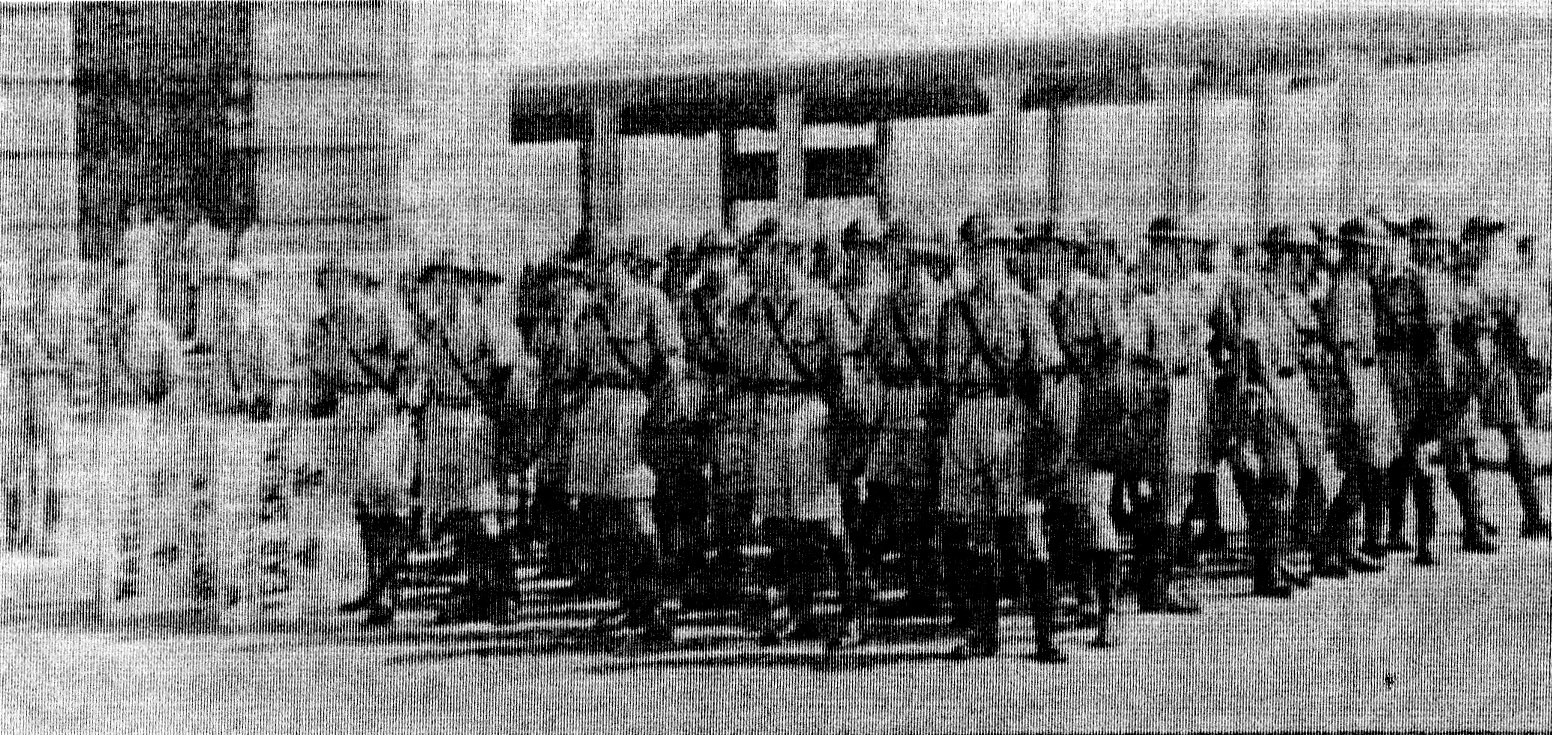
列隊的防暴隊準備處理雙十暴動。

### 前導
機動部隊在香港成立前，每當社會上發生騷亂以至暴動，及警察隊急初需要調動大量警察力量的時候，警務處處長就會發出《警隊候命》（英文：Force Standby）之命令，勒令全香港所有值勤以及休班警務人員即時返回警署向所屬單位主管報到及提取防暴裝備候命。而在警署的車長則需要即時在警署將所管理的警察車輛的標示牌反轉，從而展示由黃色底色及一條黑色對角斜線所組成的圖案（Vehicle Tact Sign），以表示警察隊正在進行內部保安警察力量緊急召集；及後車長需要駕駛警察車輛離開警署，亮著警察車輛所有燈光，包括閃亮警燈，並且播放與平常警號不一樣的防暴警號，在所屬警署的管轄區域遊街，接載人員返回警署。

### 警察訓練分遣隊成立
1956年，香港發生雙十暴動，短短兩日導致逾300人受傷、59人死亡。警察隊深感需要提升其防暴能力，遂撥款150萬港元，用以組織一個專門應付突發事件的部門。經過兩年策劃，警察訓練分遣隊（亦被翻譯為警察訓練營，英文：Police Training Contingent，縮寫：PTC）於1958年2月在粉嶺義勇山麓（英文：Volunteer Slope）粉嶺軍營正式成立，負責防暴、人群管制及重開被封鎖道路等等任務。
警察訓練營專長防暴訓練，配備警棍、盾牌、法德鲁防暴枪（可發射催淚彈和木頭彈）、Greener Riot Gun（页面存档备份，存于）（單發散彈槍），還有二戰美軍使用的 M1 carbine（半自動卡賓槍）。當時駐守新界的警員更有使用英軍裝備，包括 Lee Enfield Rifle（李．恩菲爾德步槍）、督察更受訓使用 Bren Gun（布倫輕機槍）、2-inch Mortar（页面存档备份，存于）（兩吋迫擊砲）和手榴彈。 資料來源（页面存档备份，存于）

### 改組為警察機動部隊

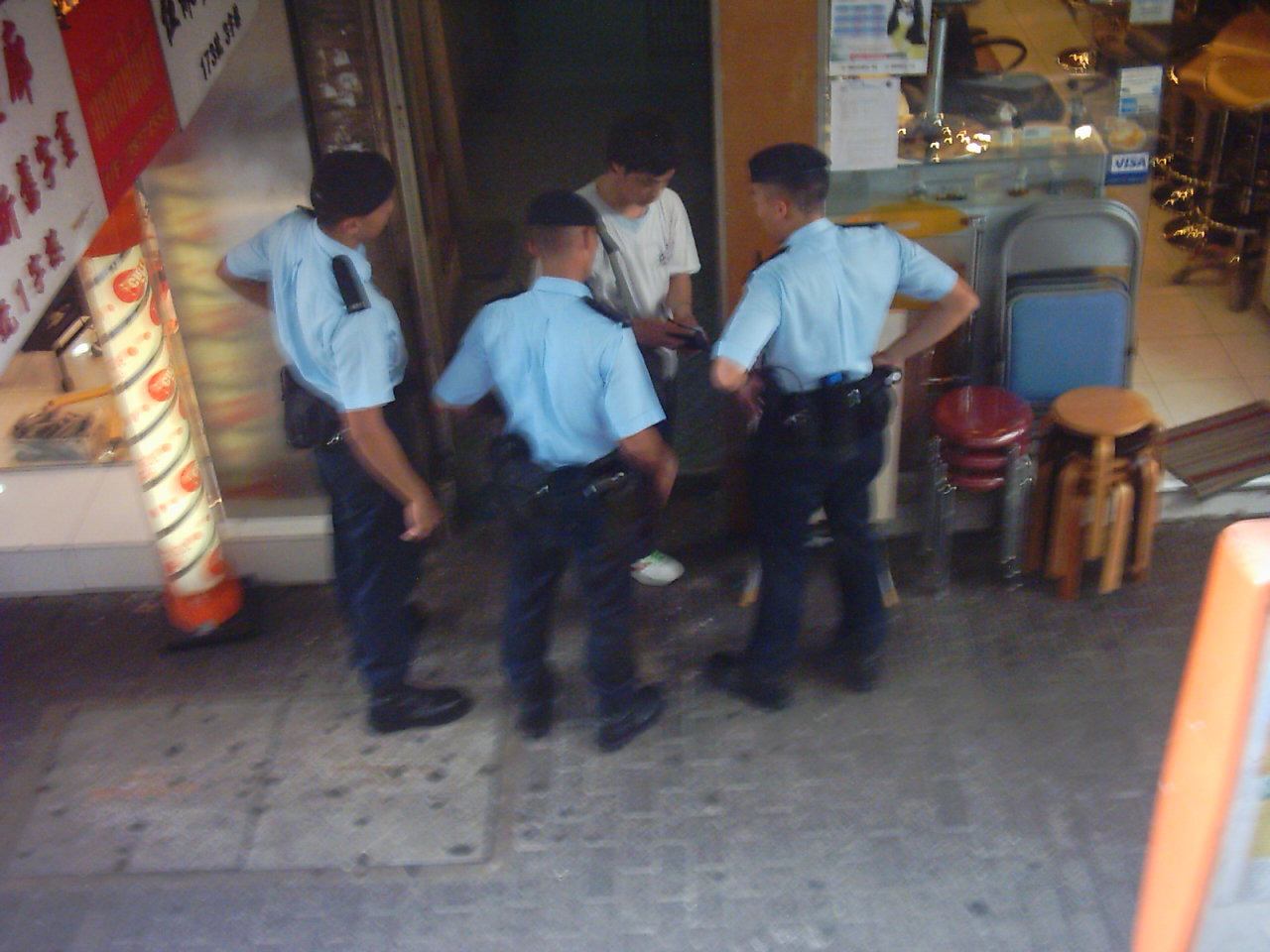
警察機動部隊執行反罪惡巡邏期間進行截查。

縱然經過六七暴動的經驗及洗禮，時任警務處處長伊達善認為始終有需要成立一個專門負責防暴的部門。至1968年，警察隊將警察訓練營關閉，及成立一個全新單位。經過一連串的討論及會議，警務處處長決定借用內部保安警察力量召集標示牌的名稱──Vehicle Tact Sign，將新單位命名為警察機動部隊（Police Tactical Unit），及將其總部設置於前警察訓練營。警察隊高層向駐港英軍發出請函，邀請人員擔任警察機動部隊訓練主任，後者於是派遣了陸軍中尉L.F.C. Guyatt擔任此項任務，並且委任其為總督察。L.F.C. Guyatt將英國陸軍的防暴戰術加以改良，並且溶入香港元素。

### 升級為準軍事部隊
其後，L.F.C. Guyatt、警察機動部隊校長和警察隊高層均認為警察機動部隊應該富有特色及代表性，加上其戰術及訓練內容均來源於英國軍隊，於是，警務處處長宣佈警察機動部隊為一支準軍事部隊。警察機動部隊成為准軍事化部隊後，警察機動部隊校長決定將制服稍為修改，經過警務處處長同意下，警察機動部隊人員於1969年起改為戴上深藍色貝雷帽。、繫上束腳裸帶及穿上軍靴基於英國軍隊個別單位均有其獨特之代表徽章，故此L.F.C. Guyatt亦提議設計警察機動部隊徽章，惟被警務處處長否決，在警察徽章底部添加修飾則不于反對。經過一連串的研究及設計，警察機動部隊決定再次借用內部保安警察力量召集標示牌的圖案作為警察徽章底部的襯托。然而，黃色底色Vehicle Tact Sign與深藍色的具雷帽並不配襯；幾經研究，遂決定將底色由黃色轉為藍色，再將黑色對角斜線轉為黃色粗線，另外架疊一條專為襯托而設的棗紅色對角斜線。

### 野外巡邏隊及快速應變部隊獨立
1997年，由16名女性警務人員組織而成的V連畢業，成為首批全女性的警察機動部隊連。
從前，人員於警察機動部隊基地畢業後，會先被調入野外巡邏隊，駐守於邊界警區4個月，其中首3個月駐守於文錦渡、沙頭角及落馬洲，其後一個月調入快速應變部隊（QRF）。為了提升新界北總區的資源調配效率及警察力量的覆蓋範圍，新界北總區於1997年12月起展開分為4期的野外巡邏隊併入邊境警區的計劃，至1998年10月完成。至此，野外巡邏隊及快速應變部隊編制均不再從警察機動部隊輸入，及完全由邊界警區負責。
2000年4月，安全委員會成立，負責與職業安全及健康相關的事宜，包括教育、推廣、風險評估、分析及檢討等，務求在達致訓練及工作要求的同時，將風險減輕至最低。。透過策劃及發展部協助，建築署將位於警察機動部隊總部的壁球場改建為健身室，佔地約150平方米，以取代沿用多年及附設於室內運動場館的舊健身室，2001年7月12日，由時任警務處助理處長（行動）張之琛主持揭幕儀式。

### 擔任處長後備隊伍
踏進2000年代，九一一恐怖襲擊發生後，世界各國警察機構均面對除了需要處理傳統罪惡外，亦需要專注防範恐怖襲擊、參與災難支援，以及在罷工、遊行及示威活動中進行人群管理等任務。為了有效率地執行上述任務，有關單位就需要以快速反應模式運作。就此，警務處成立處長後備（英文：Commissioner's Reserves）隊伍，由警察機動部隊各連在每更份中輪流一支小隊擔任，配備專用警察車輛（包括警察指揮車等），以隨時隨地地整裝待發應付任何突發事件。處長後備隊伍每更時間長度為8小時45分鐘，其中45分鐘為交更時份，即每總區每次交更時份同時有兩小隊執勤。
2004年5月，警察機動部隊校長孫貴良遠赴美國觀摩八大工業國組織峰會之內部保安安排。同年8月，他接受訪問時表示，正在構思從各總區抽調一小隊之警察力量擔任警察機動部隊後備隊伍，由總區指揮以支援警察機動部隊行動，以增加處理內部保安的靈活性。此外，為了解決各總區可以供予接受警察機動部隊接受訓練的人力資源嚴重短缺，以及經常有具備警察機動部隊經驗的人員再次接受同一職級的訓練的問題，警察機動部隊連數於2003年起從9減半至4，人員駐守執勤時間亦因應從30週延長至65週。就此，初級警務人員在警察機動部隊總部接受訓練的次數將會減少，導致其他警察單位部份必須具備警察機動部隊經驗的初級警務人員崗位的遴選準則出現問題。同年11月1日起，警務處實施新的職位調派政策，彈性處理上述崗位對於是否要求投考人具備警察機動部隊經驗的安排。新的職位調派政策除了釐訂如何將警察機動部隊經驗界定為「必須」或者「優先」訂定規管的原則，亦訂定警察機動部隊經驗在遴選準則中應否被界定為「必須」，及要求單位指揮官在遴選時應該考慮接受過往擔任比較低職級時期具備警察機動部隊經驗的投考人；至於其他特別崗位，單位指揮官可以行使酌情權，於訂定遴選準則時將具備警察機動部隊經驗的投考人界定為「優先」。在新的職位調派政策下，「必須」具備警察機動部隊經驗的崗位由15個更改為6個，包括衝鋒隊及快速應變部隊等等。此舉，使到初級警務人員能夠及早擁有更多崗位選擇。
2008年2月22日，時任警務處高級助理處長（行動處）古樹鴻在警察機動部隊總部為一對銅像主持揭幕儀式，為慶祝成立50周年紀念。所舉辦的一連串紀念活動揭開序幕。同年11月21日，警察機動部隊總部舉行畢業操暨大會操
2009年，警察機動部隊總部發現於2003年所訂立的4連規模，難以落實由人事部所新訂立的職業發展途徑目標：將警察機動部隊編配為警員第二個指定調派崗位。警察機動部隊總部亦關注未來在三層梯隊架構中可能沒有足夠接受過最新穎訓練的人員擔任。針對上述問題，警察機動部隊總部建議增加連數至6，憲委級人員及警隊編制及人手編配委員會分別於同年5月及11月通過建議。

### 特別戰術小隊成立
為了應對佔領中環，警察機動部隊校長歐陽照剛總警司於2014年6月月底成立了一支特遣隊──特別戰術小隊，作為警察機動部隊的一道中堅力量，確保防暴任務順利。
2015年2月25日，時任財政司司長曾俊華宣佈《2015年至2016年度香港政府財政預算案》，當中預算案透露將會為警察機動部隊擴充員額兩連，以提升處理大型公眾活動的能力及效率。此外，基於外界對於警務處處理佔領中環的日峰行動的批評，警務處檢討涉及日峰行動的爭議後，決定引進人群管理用途的特別用途車輛（預算2,700萬港元以購買3輛）以切合實際需要，提供多個處理人群管理的選擇。

## 遴選訓練
警員於香港警察學院畢業一年後，通常輪候2至4年，由所屬主管推薦在警察機動部隊總部接受訓練。

### 身體檢查
警察機動部隊的訓練課程中，體能訓練佔了當中不少比重，而且要求頗高，因此，人員於進入警察機動部隊總部前，均必須接受全面性的身體檢查。通過後，人員於進行警察機動部隊總部前約3個月，會獲得派發一本小冊子，除了介紹訓練內容，亦詳細地列出對訓練人員在不同階段的體能要求，以及針對訓練人員員於進行警察機動部隊總部前的體能準備提供建議，並且提供營養學、體重控制及提升生活紀律等方面指引。

### 訓練
密集式的准軍事化內部保安訓練為期3個月，內容包括體能、壓點控制、防暴操（穿著防暴裝備、排陣及防暴等）、直升機運送人員的行動訓練（由政府飛行服務隊提供支援，解釋乘坐直升機的安全守則，訓練人員於全副武裝情況下快速乘搭直升機及懸浮跳：在直升機不能夠降落地面的情形下安全跳出直升機倉著陸；等）、射擊（不同槍械的使用、於不同距離射擊及戰術訓練等）、尋找掩護及埋伏點、接近可疑人士及車輛、打擊非法入境者行動（高空巡邏及山嶺搜捕等）、人群管理（解釋一般公眾秩序和人群控制的技巧，相關法例程序及指引的運用等）及兇暴性人群控制（運用不同戰術以達到控制人群的目標，訓練人員有效率地驅散暴徒及拘捕目標人物等）等等。

#### 先修班
警員晉升為警長以至更高職級後，均需要再次進入警察機動部隊基地接受為期一個月的先修班（英文：Cadre Course），內容包括人事管理、領導才能、訓示技巧及指揮等，其後再次接受上述為期3個月的准軍事化內部保安訓練。

## 培訓

### 警察輔助醫療急救課程
警察輔助醫療急救課程（英文：Police Paramedic Training Programme，縮寫：PPTP）於1995年起教授，是由香港警務處和醫院管理局合作舉辦的專業化急救及醫療訓練課程，用以專門訓練部分香港警務處部門的警務人員，人員接受訓練後會成為警察輔助醫療急救人員（英文：Police Paramedic Cadre，縮寫：PPC）；所獲得的資格，相等於一名擁有二級緊急輔助醫療資格的香港消防處救護隊目。課程由香港警務處顧問編排，為全球獨一無二的戰術及行動醫學的課程。為期10日的密集式訓練（包括到醫院實習）內容包括：氣道及呼吸的處理、中心靜脈導管、靜脈注射及輸液法、創傷處理、縫針技巧、高級心臟支援術、分流和災難應對、細菌、化學污染、輻射、核生化及恐怖襲擊處理等等。通過基本訓練後，人員將會被派往醫院急症室實習。為求掌握高水平的急救技巧，人員亦必須持續地複修有關的訓練課程。

### 重大事故指揮訓練課程
重大事故指揮訓練課程於2010年起舉辦，為培訓督察級至警司級人員，以加強人員的評估及策劃能力，提升人員在重大事故中作出有效的初步應變，包括與其他機構的合作等等。

## 照片集

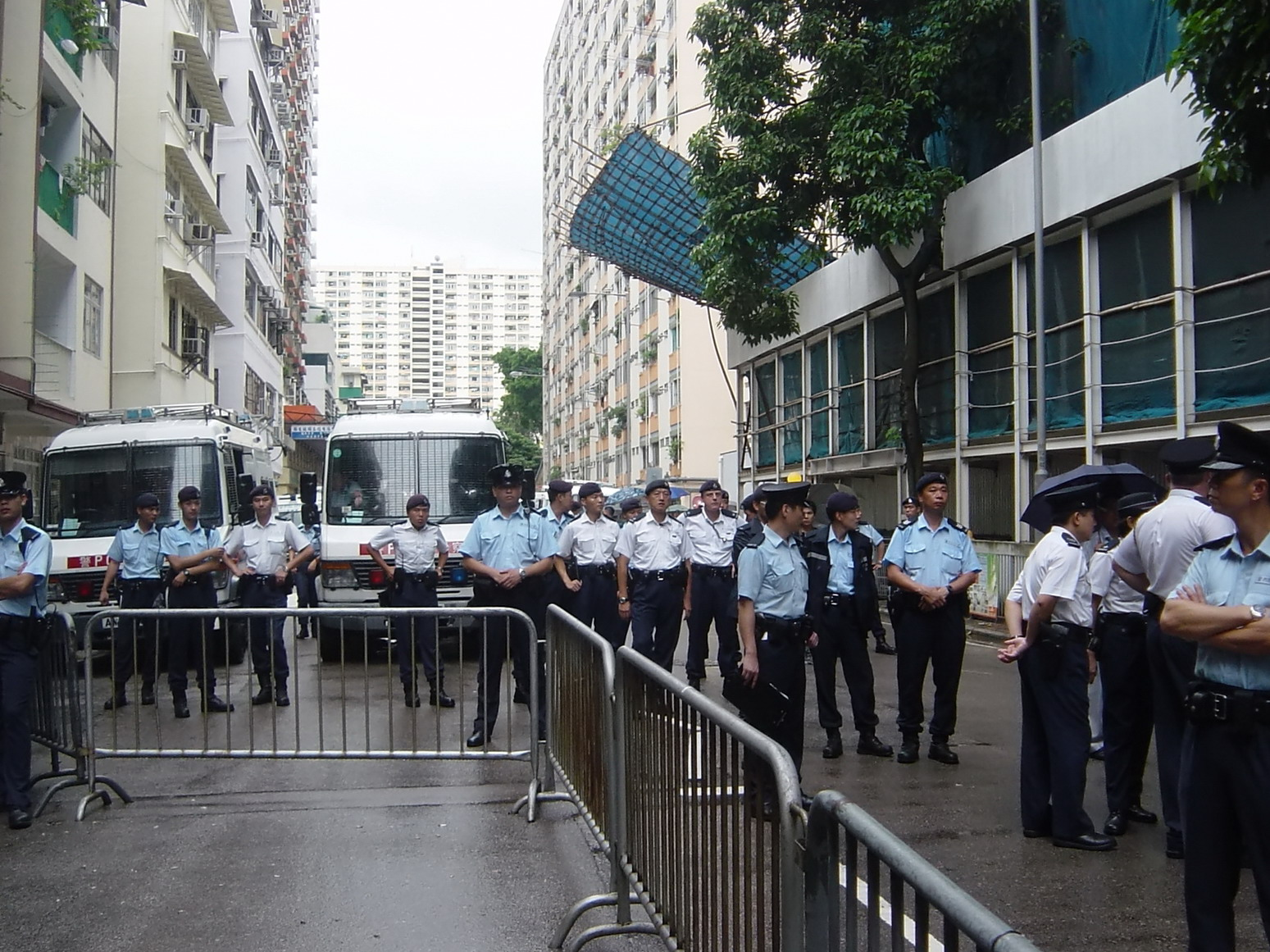
為2007年香港紮鐵工人大罷工的人群管理部署的警察機動部隊
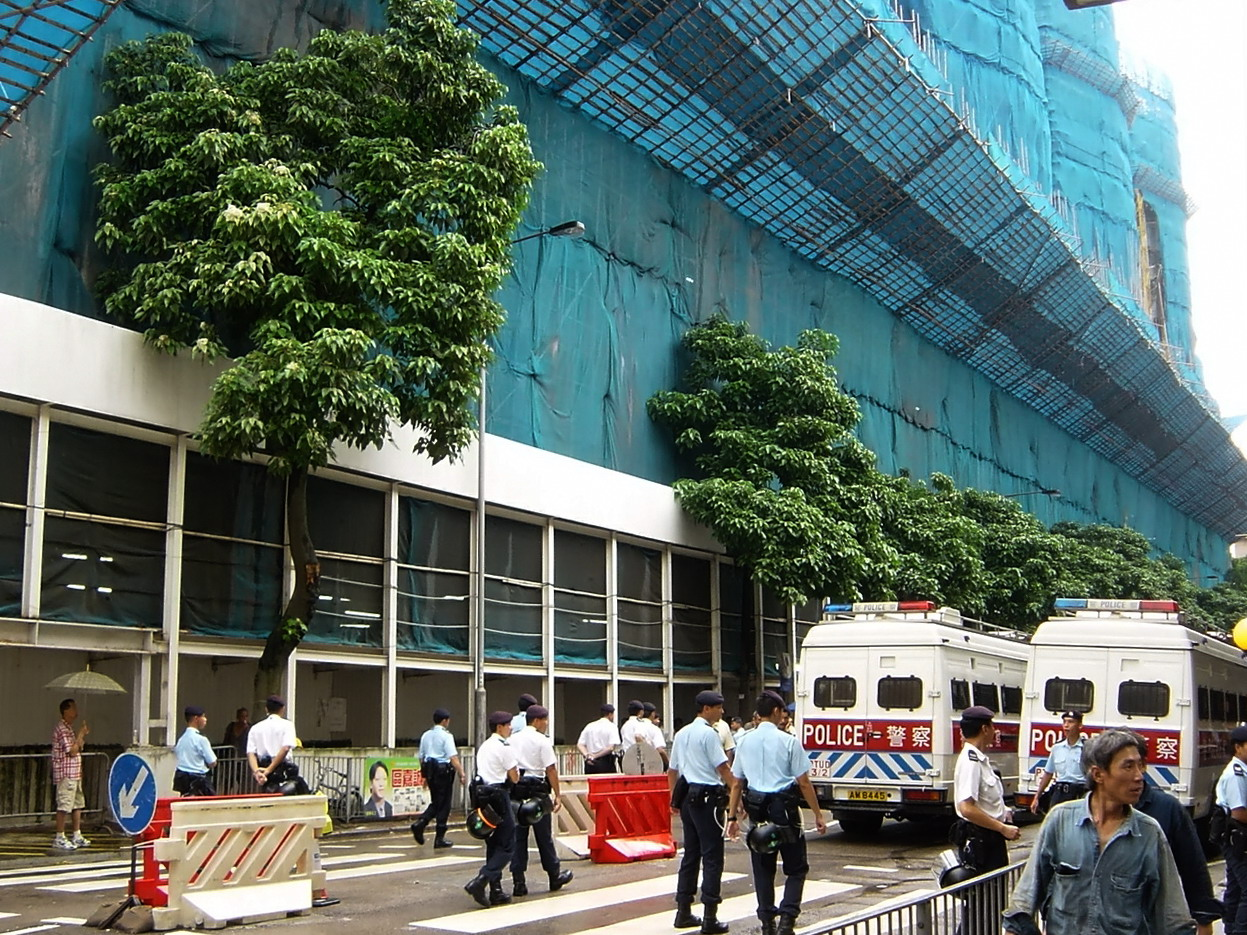
為2007年香港紮鐵工人大罷工的人群管理部署的警察機動部隊
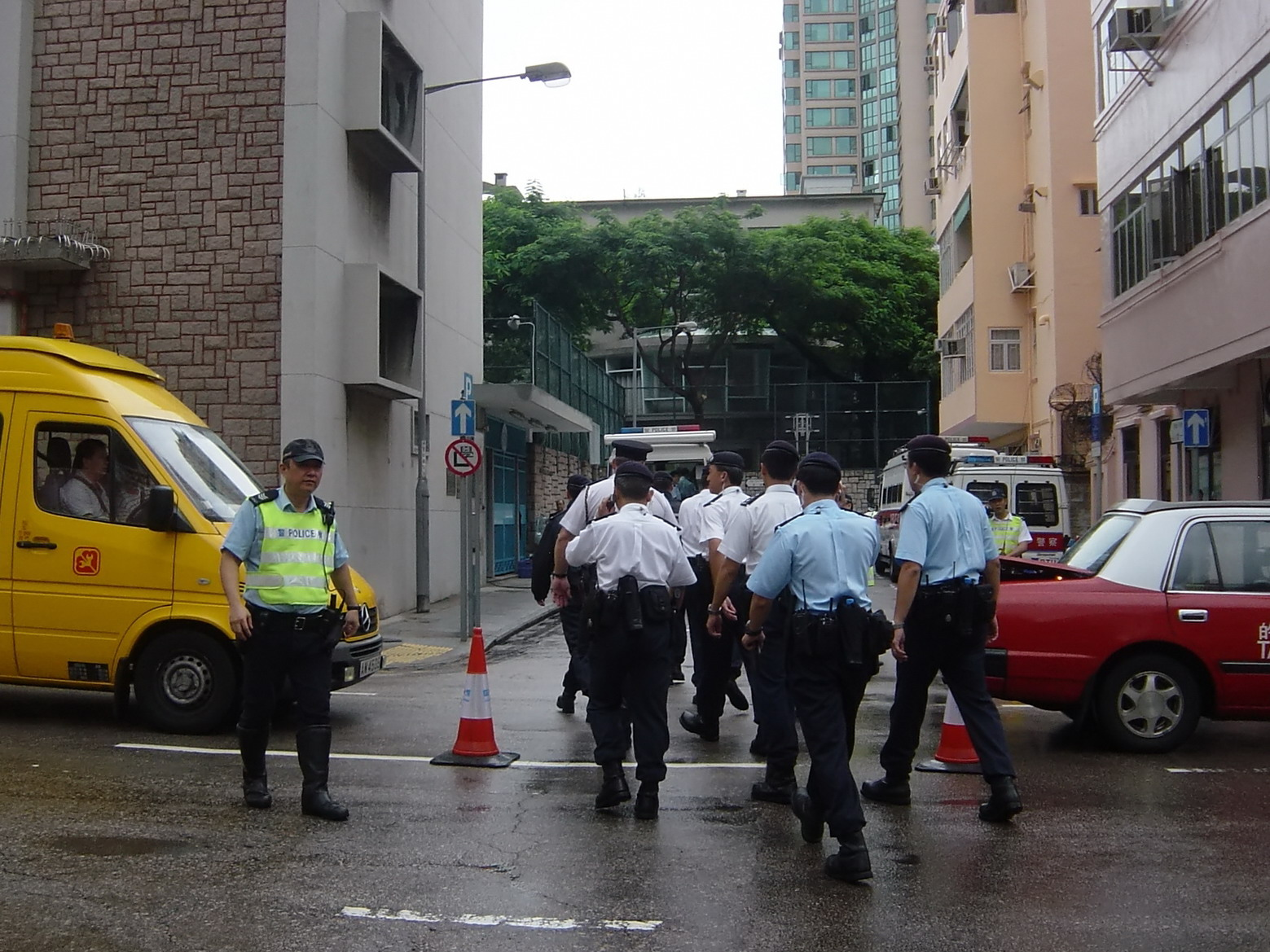
為2007年香港紮鐵工人大罷工的人群管理部署的警察機動部隊
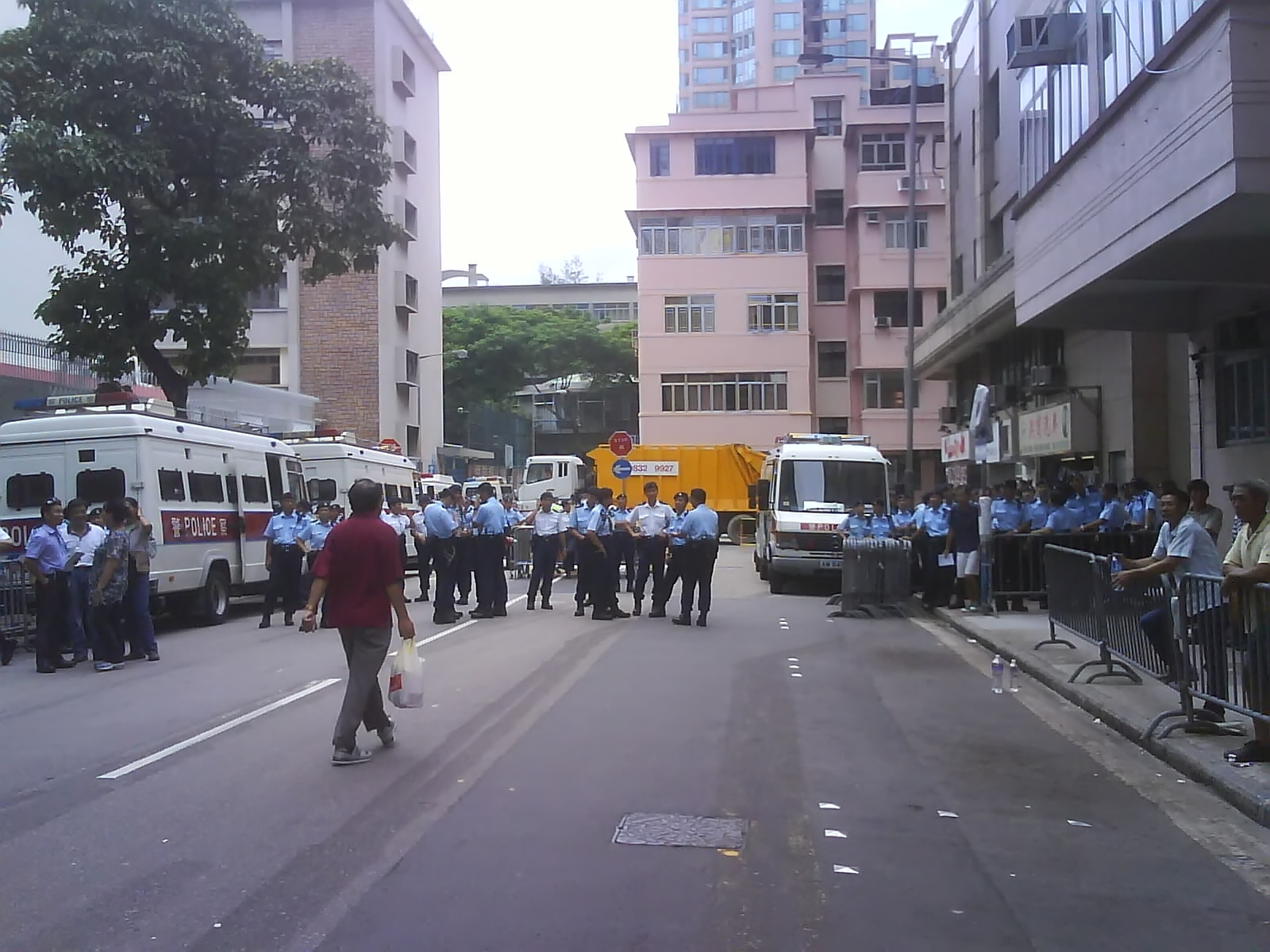
為2007年香港紮鐵工人大罷工的人群管理部署的警察機動部隊
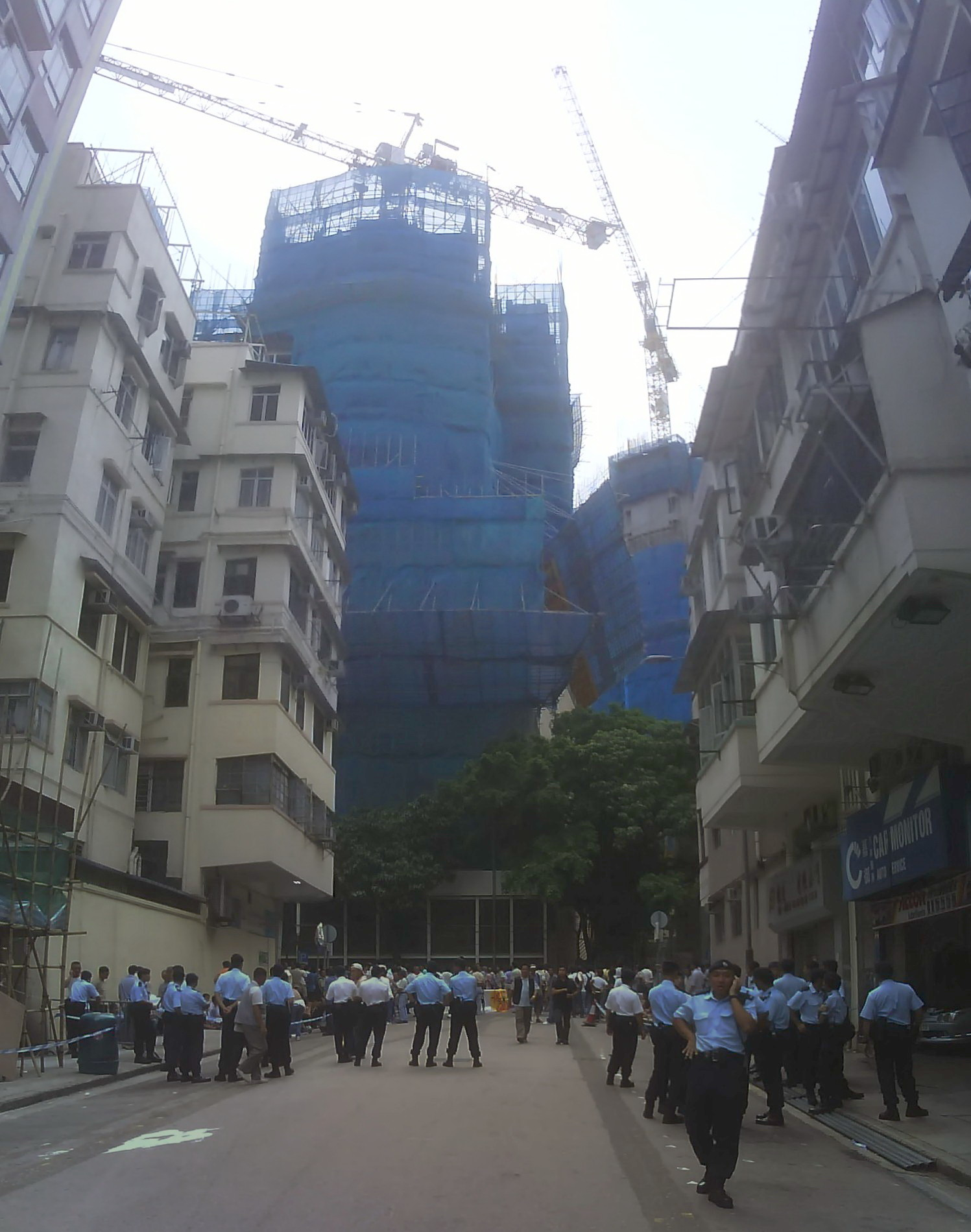
為2007年香港紮鐵工人大罷工的人群管理部署的警察機動部隊
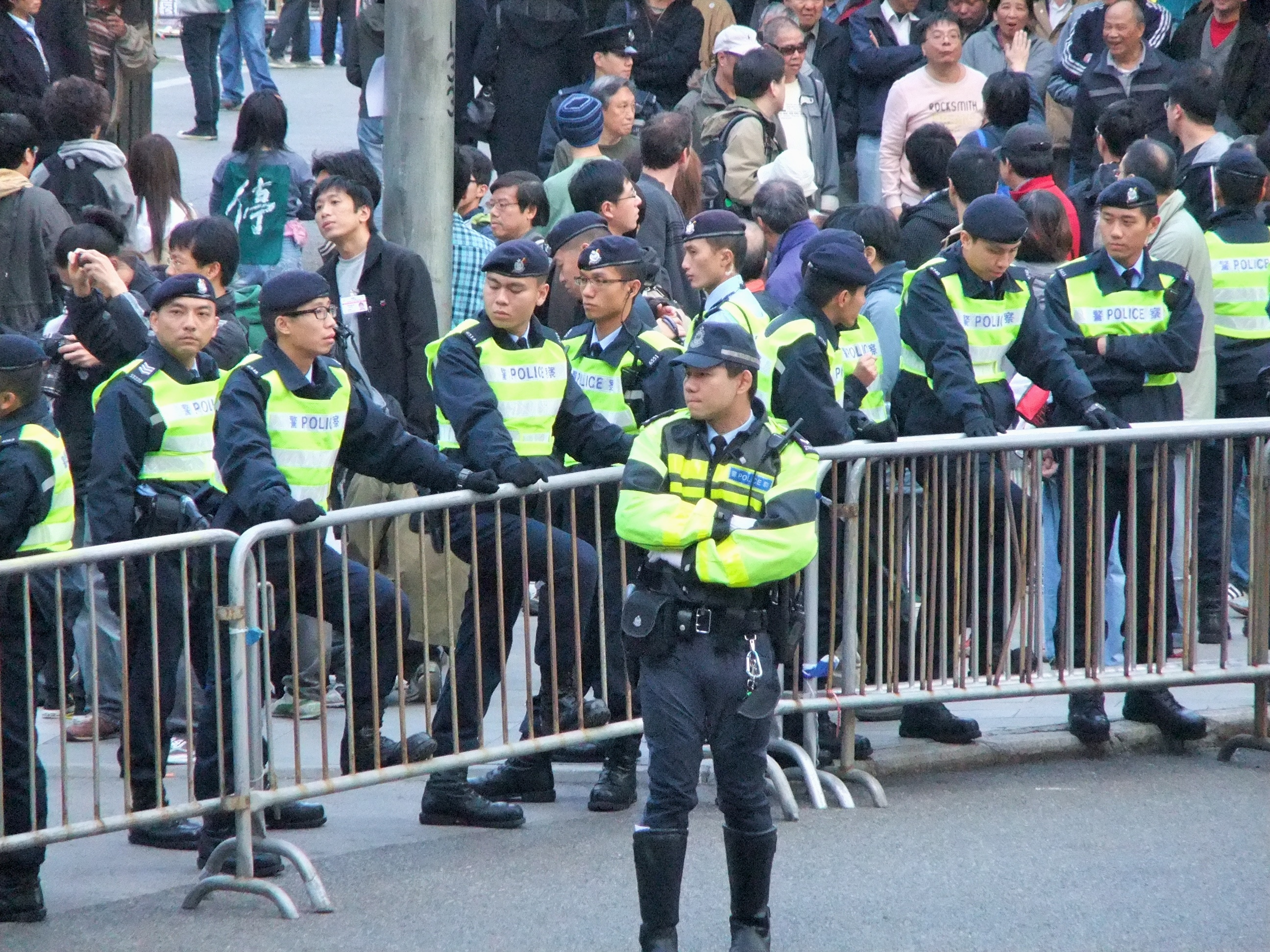
於大型活動中人群管理的警察機動部隊（2010年1月）
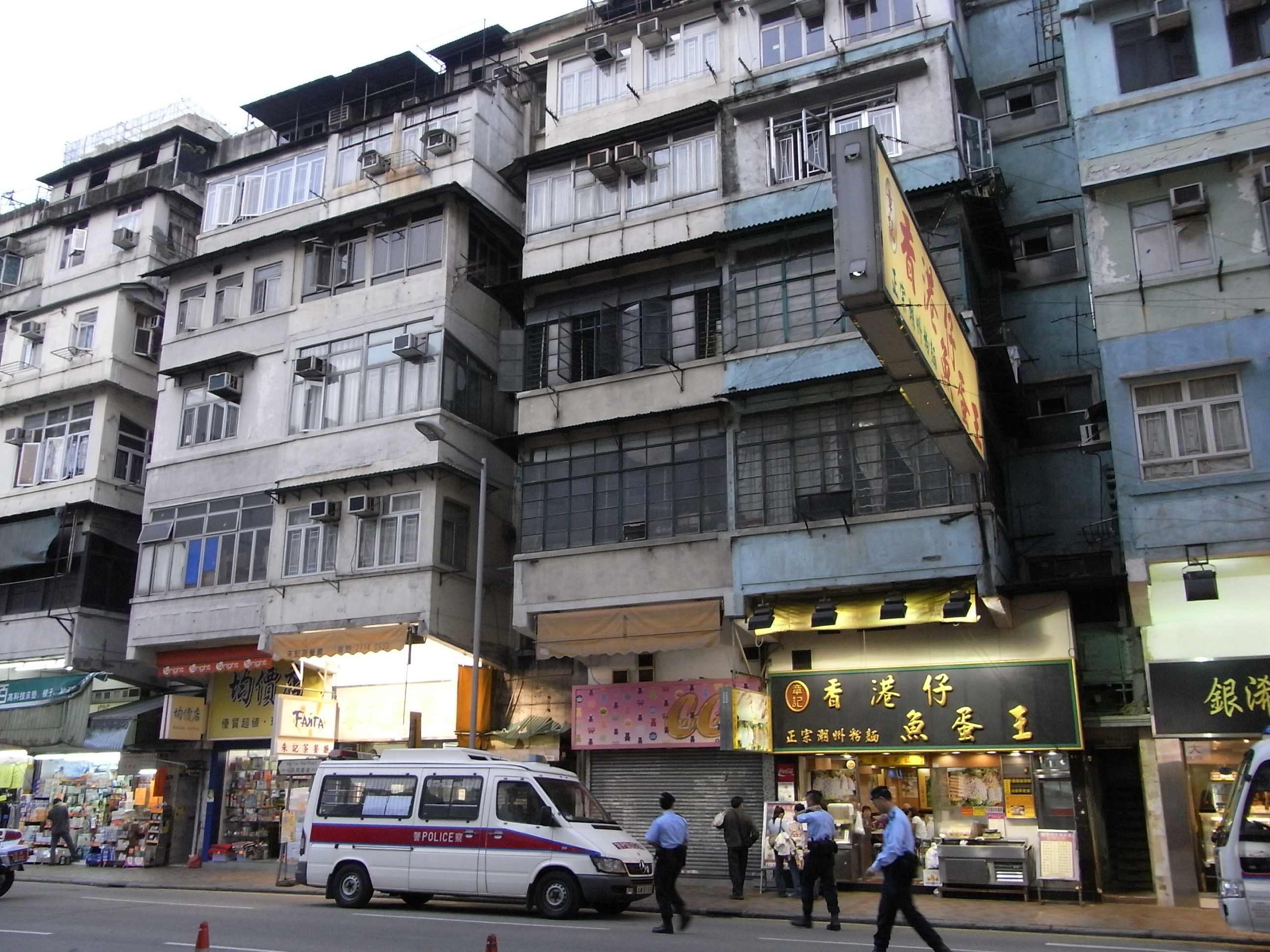
在馬頭圍執勤中的警察機動部隊（2010年2月）
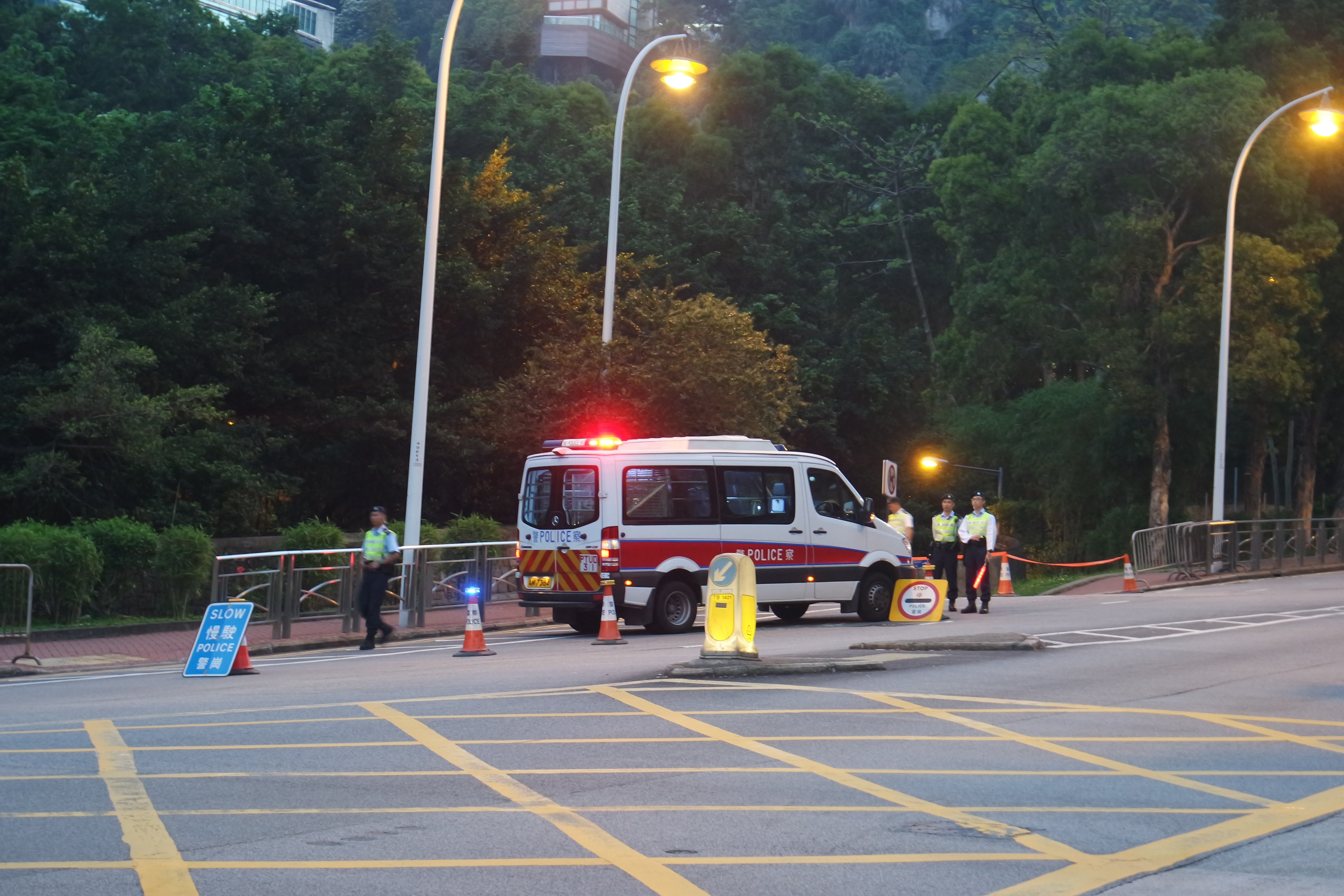
在金鐘執勤中的警察機動部隊

## 制服
- 貝雷帽，新款於2002年4月引入，由警察機動部隊總部研製，採用柔軟、透氣、防褪色和防脫毛的絨料製造。[42]

## 裝備
警察機動部隊作為一支在示威中身先士卒的部隊，每名出勤的人員皆有完善的防暴裝備，每名警察機動部隊人員的隨身裝備共重達40磅。

### 个人防暴装备
- 防彈頭盔
- 防暴頭盔

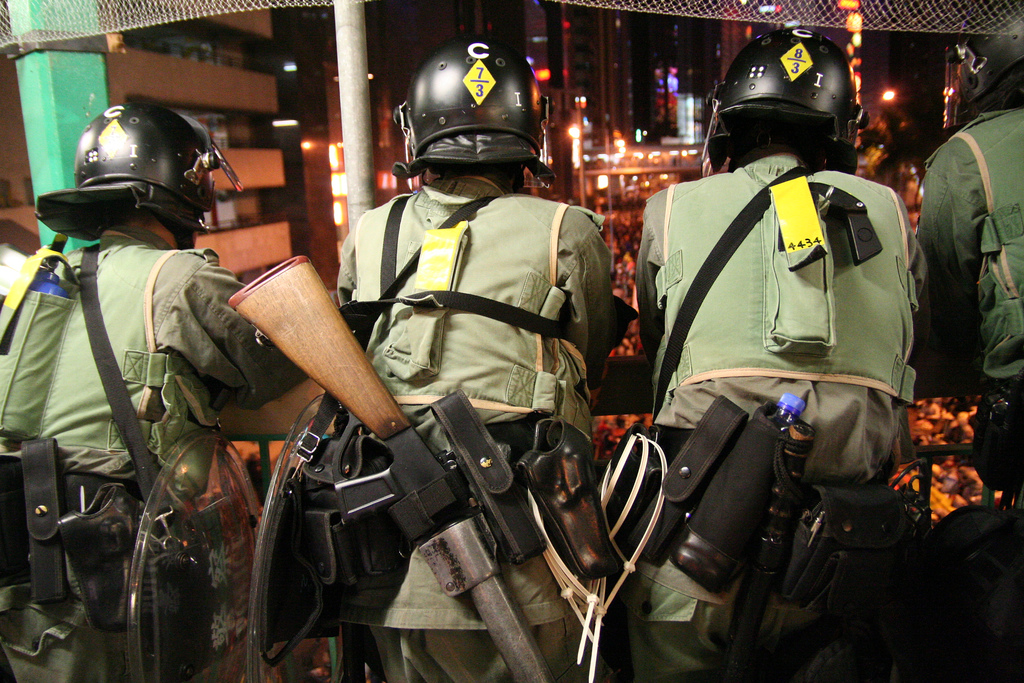
配上中度武裝的警察機動部隊。

  -  MSA MO 5001 Series
  -  固固PTU阻燃防暴頭盔
  -  新款防暴頭盔
- 防毒面具
  -  Avon SF10
  -  AirBoss C4
  -  HANDCOM LIFECARE K10 (少量使用）

### 防暴制服
- 內部保安制服（韓國仔），於2010年發配的防暴裝，連同多用途防火背心，具有抗火功能。
- 蛙服，於2020年派發的新款防暴裝，蛙服採用高領設計，可保護頸部免被割傷，同時具有防割、阻燃，防腐蝕功能。
  -  OXO Tactical Frogskin Combat Suit 
    - OD Green

  -  OXO Tactical Frogskin+ Combat Suit
    - OD Green
    - Navy Blue (教官、速龍小隊專用)
- 戰術背心
  -  固固PTU阻燃戰術背心，整套戰術背心阻燃、防刺、耐腐蝕，亦可配戴戰術阻燃護頸，保護人員頸部安全。
- 防彈衣
- 防割手套：採用3M物料製造，於搬運及清理障礙物時使用。[45]
- 防暴手套
- 防暴靴，於2003年10月引入，為警察機動部隊總部研發，由懲教署工業組製造。靴身外層以至鞋帶皆以防燃物料製造，靴身中層以防水及透氣的Gore-Tex物料製造。靴底中層以常見於防彈衣的克維拉物料製造，具有耐熱及防刺穿功能，靴底則以錆橡膠製造，具有高度吸震功能；同時，內裡鑲有鋼片的GeoXT鞋，達至工業安全水平。於2017年，改用5.11之長靴作為制式防暴靴。[46]
- 盔甲
  - 鐵甲威龍，由15件不同部件組成，淨重9磅，為處理持刀等兇暴性人群的個人防禦裝備。
  -  衞富防暴護甲，此護甲將防暴甲及防彈衣功能合二為一，有效防刺、防彈、阻燃。相比其他防暴甲更輕，有助提升人員防禦力、敏捷性及速度。
- 圓盾，於2000年10月至2001年年中分兩批次引入，為警察機動部隊總部自行研究製造，以聚碳酸酯物料造，具有阻燃、防刺破及防腐蝕性液體功能。圓盾輕便、堅硬，而且透明，除了可以保護人員外，亦不阻礙擋人員的視野。[47]
- 長盾，以聚碳酸酯物料造，防火及防刺破，高1.65米，可以組織合成為屋型的防線。
- 索帶
- 手銬
- 鐵馬，新款於2002年2月引入，每個價值540港元，由警察機動部隊總部和懲教署工業組共同研究製造。鐵馬分為長短兩款，可以自行構成支撐力點。能構成盒狀作緩衝區，以抵受大量人力搖晃及拉動；亦能夠在單排互扣情況下，豎立在傾斜的路面但是不容易倒下。[48]
- 路障設備，新式於2010年引入。[49]

### 防暴工具/武器
- 胡椒噴劑
  - 防暴專用胡椒噴劑
- 胡椒煙霧器（Pepper Fog Machine）：[50][51]於1990年代引入，主要用作訓練用途。[52]
- 煙霧彈
- 催淚煙：英國製造，內含5粒催淚煙彈頭，施放距離為50至70米，以法德魯槍發射。
  - 手擲式催淚煙：英國製造，內含有23粒催淚煙彈頭，或中國製造，內含有20粒催淚煙彈頭，施放距離為15米。
- 伸縮警棍
  - 防暴警棍
- MP-6輕型滅火筒：重量為750克，可以掛置於人員身上不同的位置。
- 長距離揚聲裝置：於2009年引入，共有兩部，可以讓人員向群眾發出警告用途。[53][54]

#### 槍械
- 史密斯威森軍警型左輪手槍
- CF98A半自動手槍（2024年開始逐步引進）
- 法德魯防暴槍 ，俗稱「大口仔」，有效射程為50至75米，每發射1次彈頭，會同時分散射擊出5粒CS-565型催淚彈。
- Penn Arms GL-1 Compact榴彈發射器
  - 373型橡膠子彈，內含3粒橡膠彈頭，射程為40至50米。
- 雷明登870泵動式霰彈槍，配合布袋彈使用，射程為20米。
  - 布袋彈，於2004年引入，彈頭由特別製造的布袋載100至120粒鉛粒，射程為5至20米，配合雷明登870泵動式霰彈槍使用。
- 柯特AR-15 Sporter II半自動步槍，可以發射20至30發5.56×45mm NATO子彈，有效射程達460米。除非遇到高程度的暴力，否則不會使用。配備ACOG光學瞄準鏡。
- 海綿彈發射器
- 胡椒彈發射器
  -  Pepperball VKS胡椒彈發射器，有效準確距離為45米，可選擇漏斗（180發）或彈匣（10-15發）兩個系統供應胡椒球彈。
  -  Pepperball FTC/Tippmann 98胡椒彈發射器，有效準確距離超過45米，使用漏斗彈倉（120發）供應胡椒球彈。
  -  Pepperball TCP胡椒彈半自動手槍，使用6發彈匣。
  -  Byrna HD胡椒彈手槍，有效射程為15米，使用5發彈匣。
- 胡椒水發射器
  -  Piexon JPX4胡椒水手槍，有效射程為7米，裝有4發胡椒噴射劑，每劑容量約9毫升。
- QBZ-191自动步枪（儀仗用途）

### 救援
- 急救包
- MP-6滅火器，於2008年5月1日正式使用，重750克，用以取代EC-1滅火器。[55]

### 其他
- 防毒面具袋，於2002年4月引入，由懲教署工業組製造，具有耐用、防水及阻燃功能。[56]
- 揚聲器
- 行動平台：以4名人員保護及推進，用以載負最多兩名人員觀察、法證攝影、廣播、指揮及執行高空行動等。[51]

### 車輛
- 運員車/中型巴士/戰術巴士
  - 平治vario （Mercedes-Benz Vario)「大豬排」運員車，已退役
  - 豐田Coaster(Toyota Coaster)「子彈頭」、「豬籠車」中型巴士，於2008年年中起引入，首批為32輛，每輛連同改裝費用價值約40萬港元，並取代平治vario，期後陸續再引入更多輛。新車輛由超長陣的標準29座改裝成為18座，車廂後座位置轉為裝備存放間。新車輛採用更先進及省油的引擎。[57][58]
  - 三菱Rosa(Mitsubishi Fuso Rosa)中型巴士，於2018年開始投入服務。
  - 平治Atego(Mercedes-Benz Atego)戰術巴士，由Atego貨車底盤改裝，於2022年陸續投入服務，共有57部。戰術巴士設有防撞欄、全方位鏡頭、防暴玻璃。
  - 猛獅TGL(MAN TGL)中型巴士，由MAN貨車底盤改裝，於2023年開始投入服務。
  - 三菱Canter(Mitsubishi Fuso Canter)中型巴士，由Canter貨車底盤改裝，於2024年開始投入服務。
- 沙利臣裝甲車（已退役），煞臣裝甲車（已退役），平治烏尼莫U5000裝甲車，俗稱「銳武」及劍齒虎裝甲車，「銳武」由德國製造裝甲車身和其環境保護柴油引擎，由法國製造軍警專用四輪驅動底盤。於2008年12月開始逐步運抵香港，經過測試及改裝後，於翌年3月投入服務，共有6輛，[59][60][61][62]每部價值6,062,000港元[63][64][65][66][67]；及「劍齒虎」由內地製造裝甲車身和其環境保護柴油引擎，由美國福特製造的F550型軍警專用四輪驅動底盤。於2021年12月開始逐步運抵香港，經過測試及改裝後，於翌年6月投入服務，共有6輛
- 人群管理特別用途車，[68]俗稱「水炮車」，[68]原來預算斥資2700萬港元購買從法國購買三輛，只使用了1659萬港元，於2018年5月起陸續付運抵港，[69][註 1]，翌年開始進行測試。另外剩餘下的990萬港元款項，再從中國內地購買三輛，於2021年12月起陸續付運抵港。[70]水炮車配備噴水裝置，0在有需要時用以驅散使用暴力衝擊的示威人士，或制止嚴重危害公共安全及公共秩序的行為，並在為達至以上目的時，在示威人士與警察之間製造安全距離，減少示威者和警察因正面衝突而受傷的機會。[71]

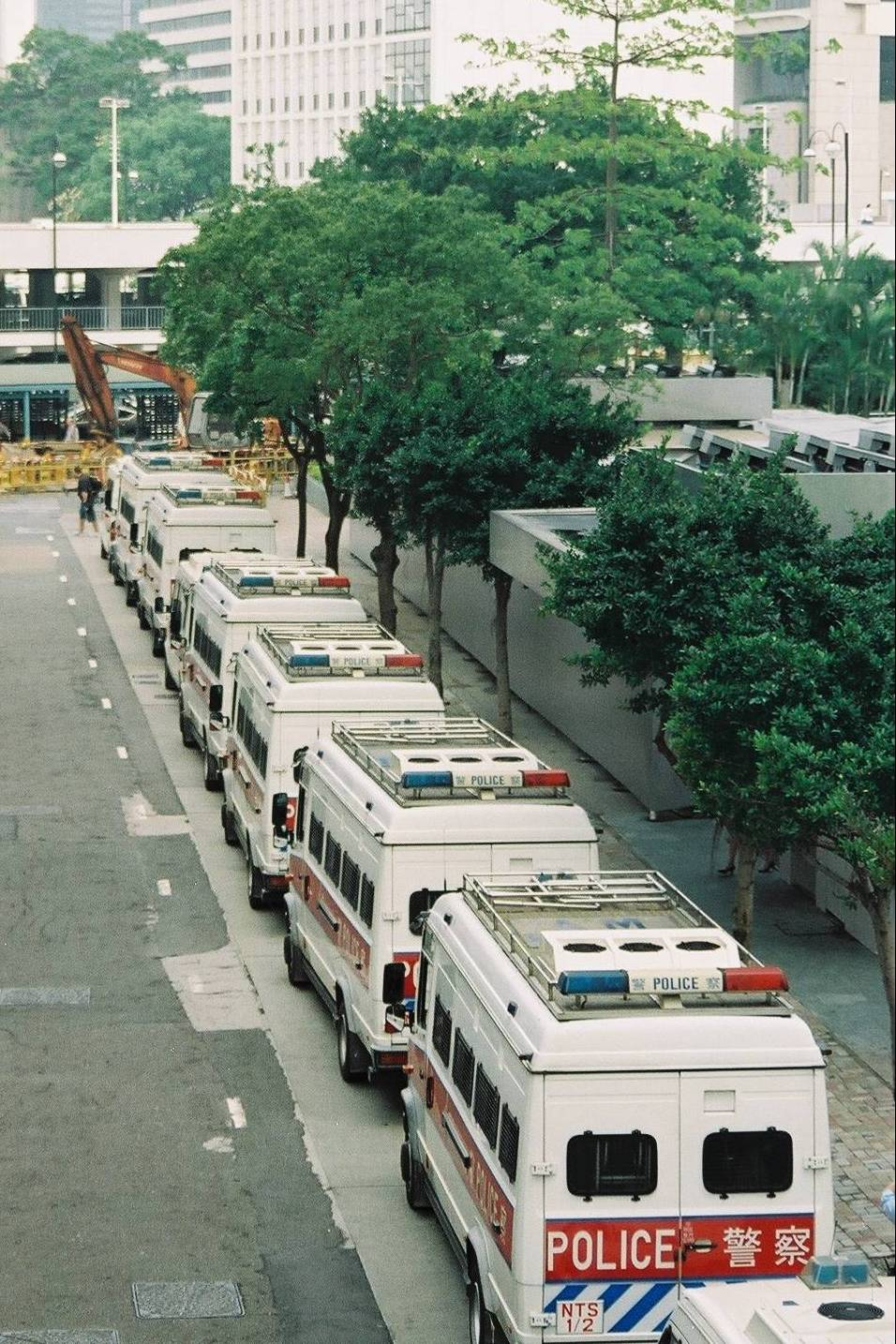
舊款警察運員車，俗稱「大豬排」
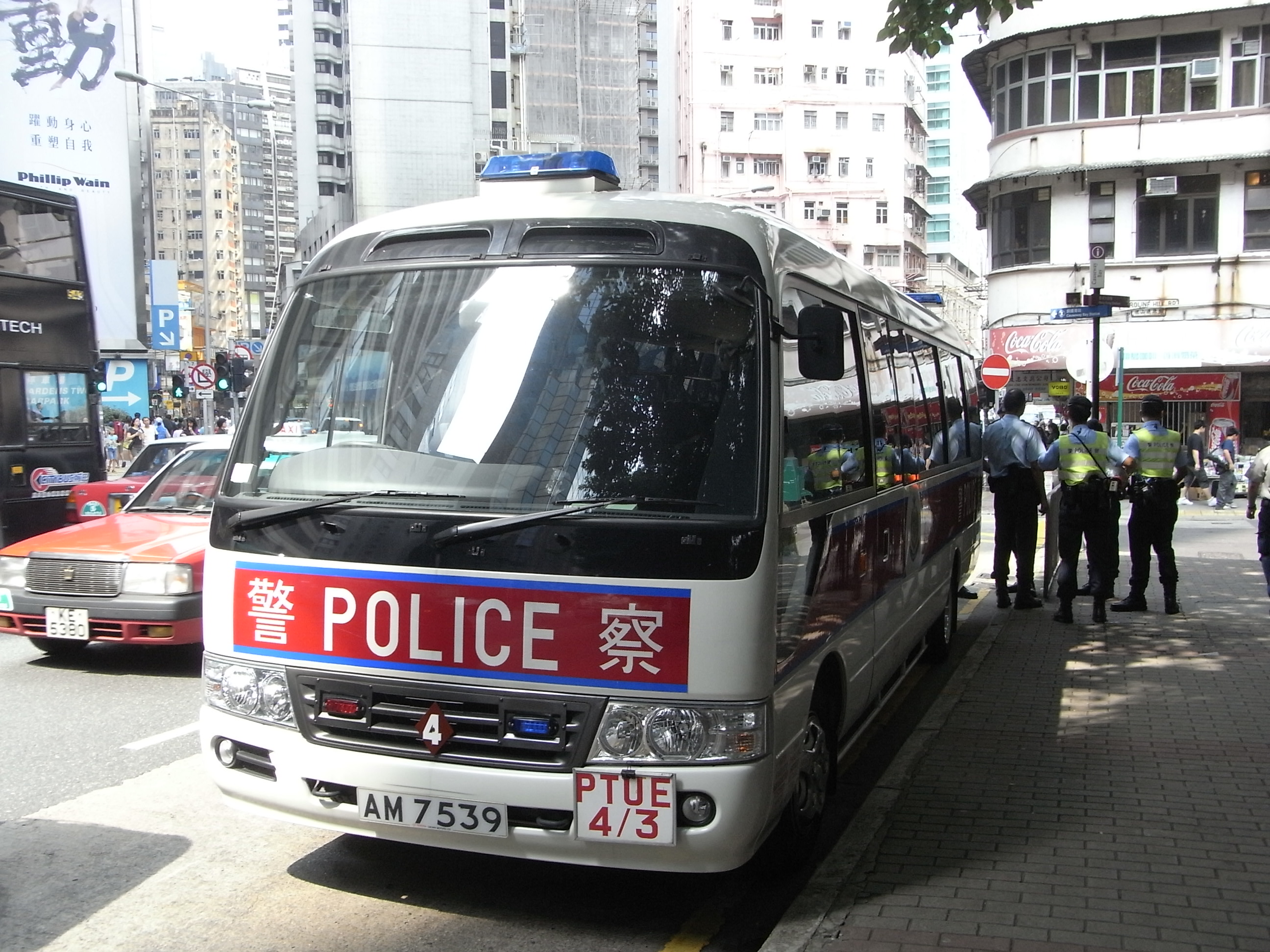
於2008年年中投入服務新款Toyota Coaster警察運員車，俗稱「豬籠車」
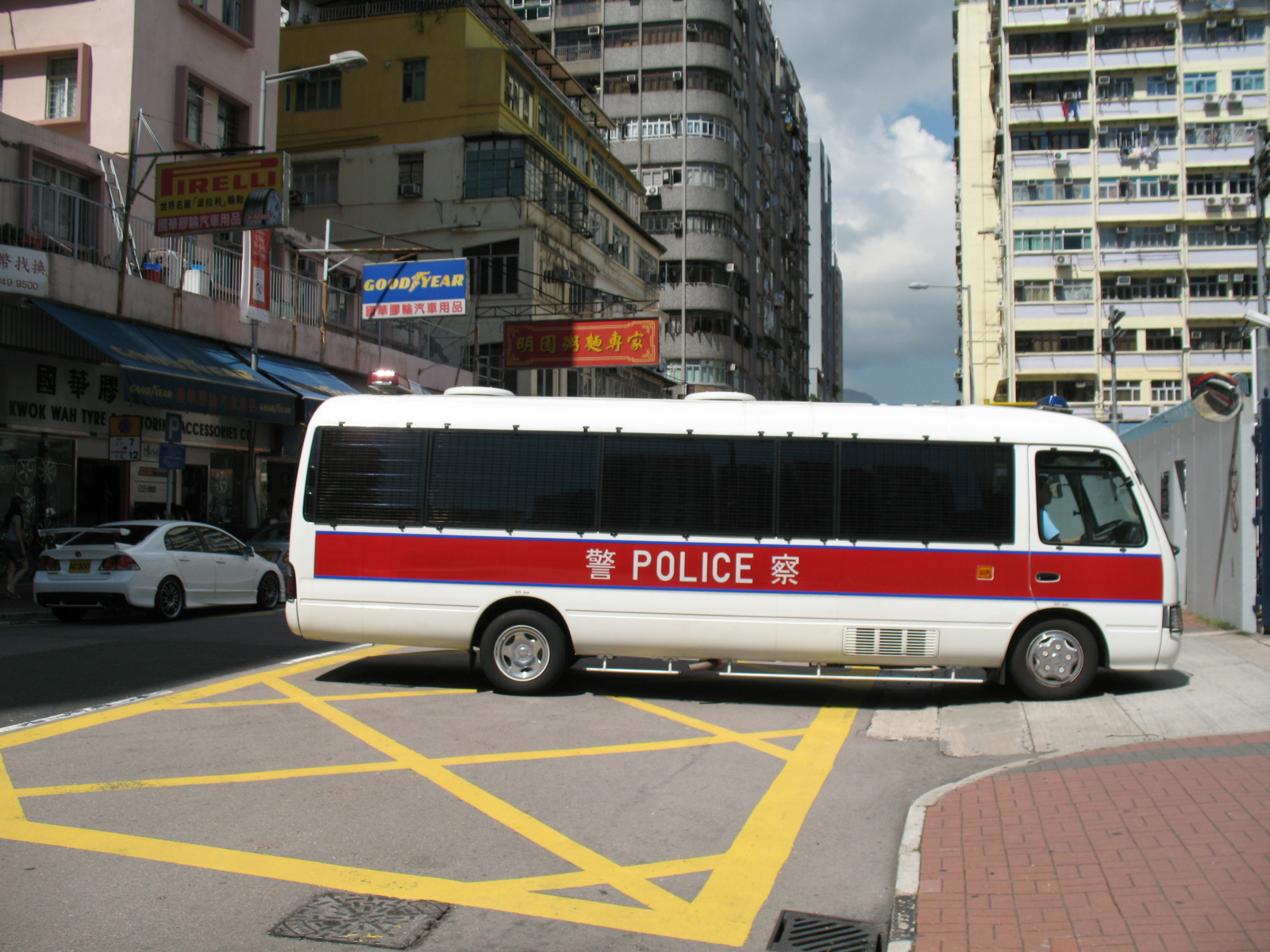
新款警察運員車側面
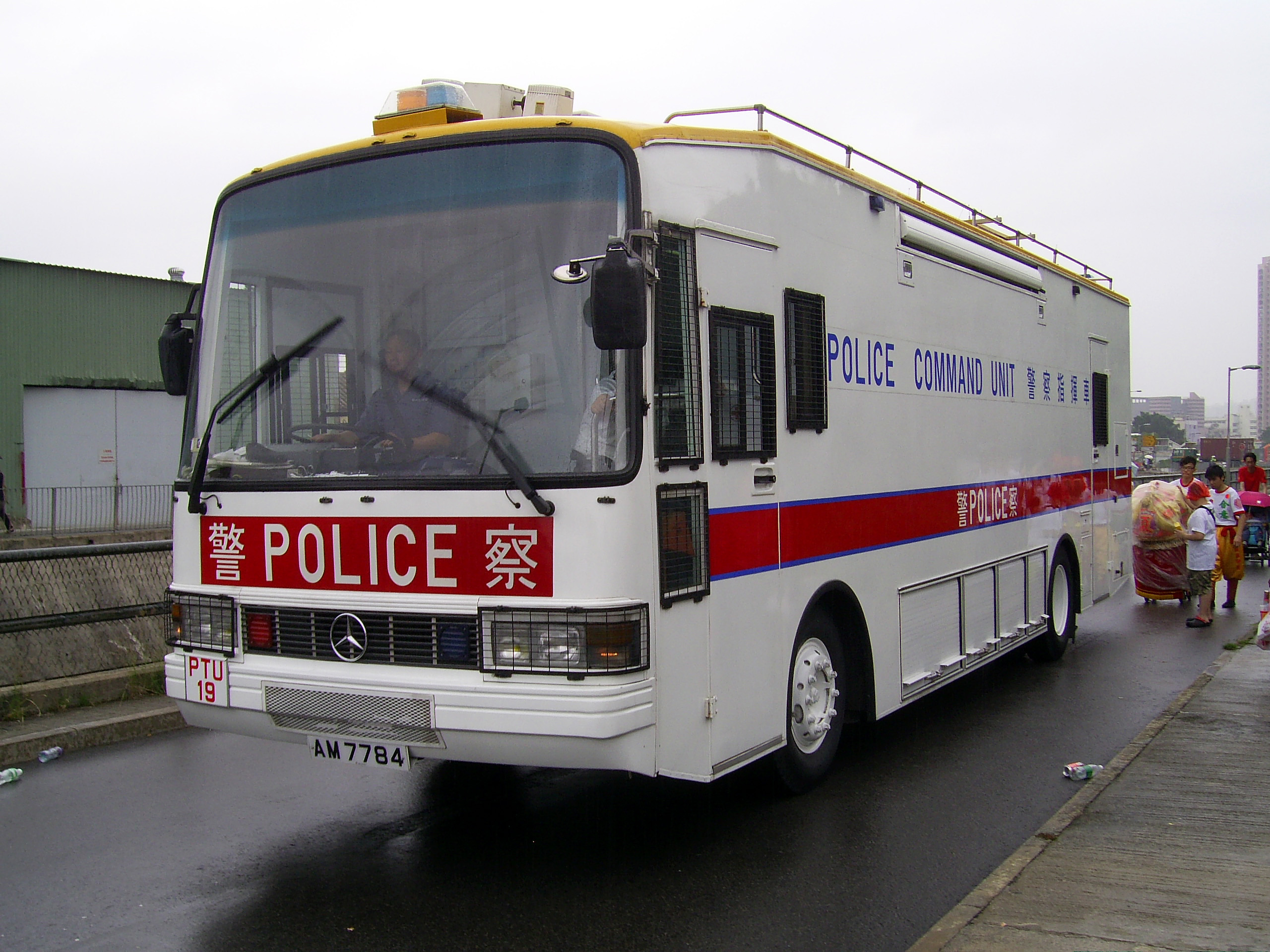
警察指揮車
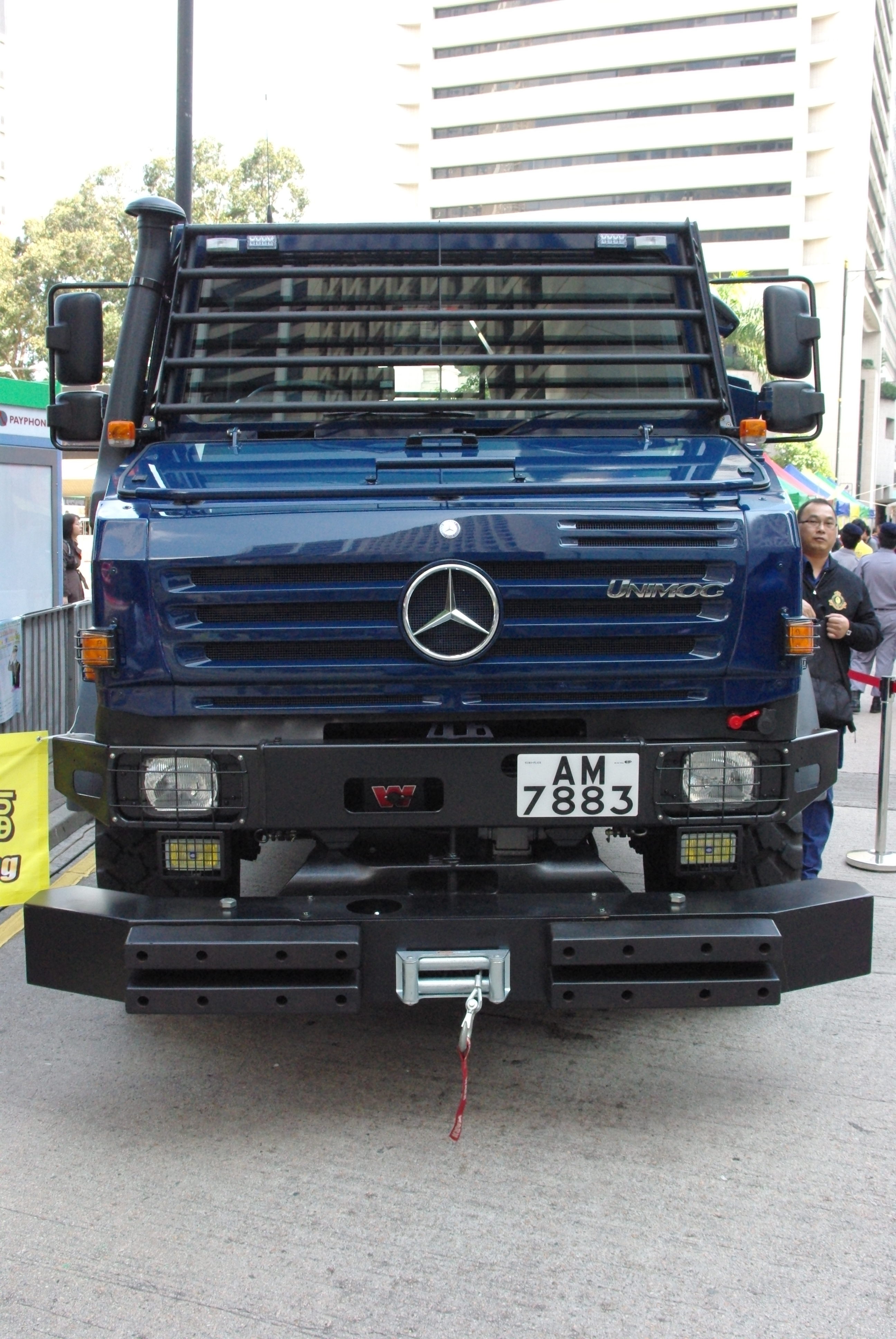
新款警察裝甲車，俗稱「銳武」，於2009年3月投入使用
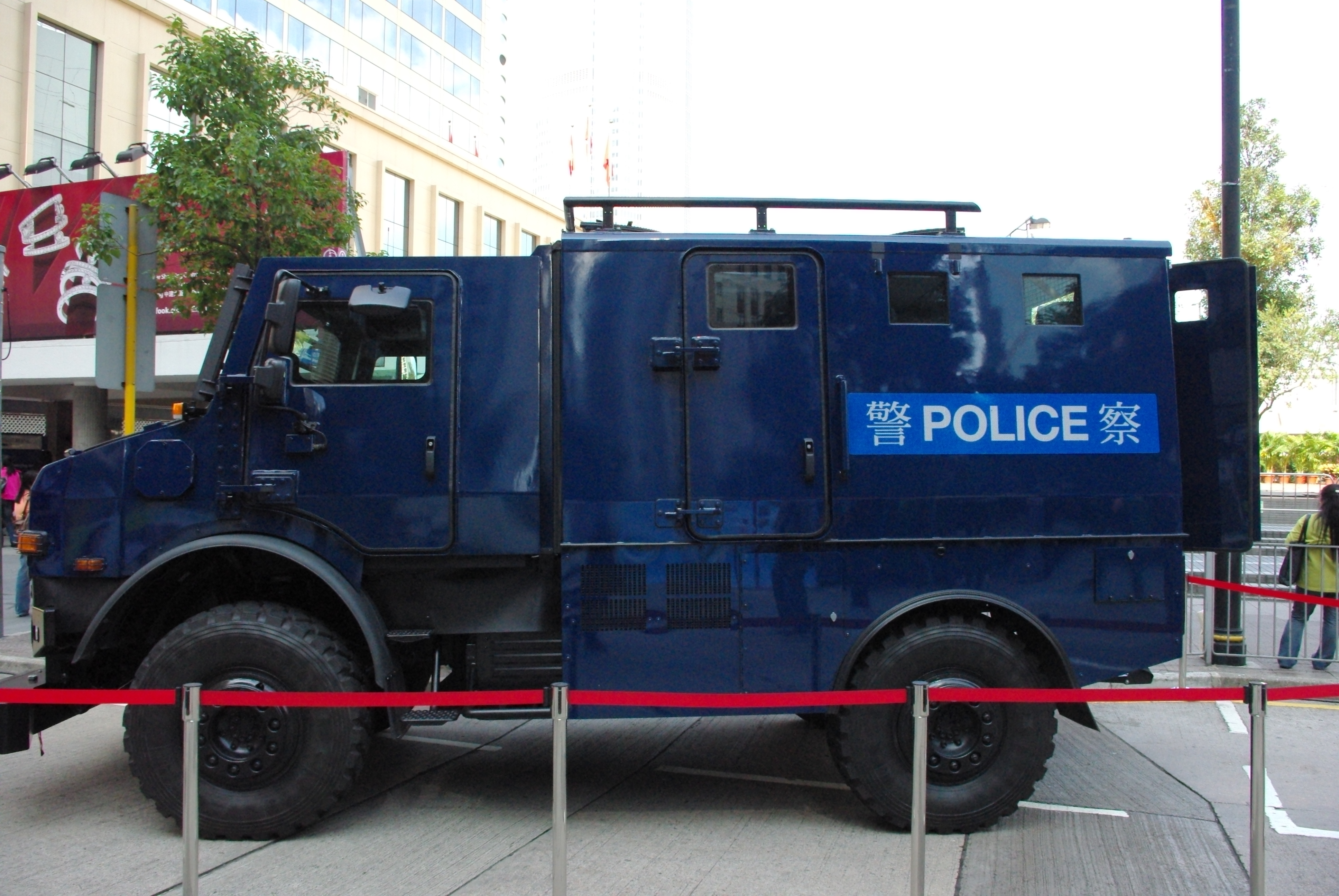
新款警察裝甲車側面
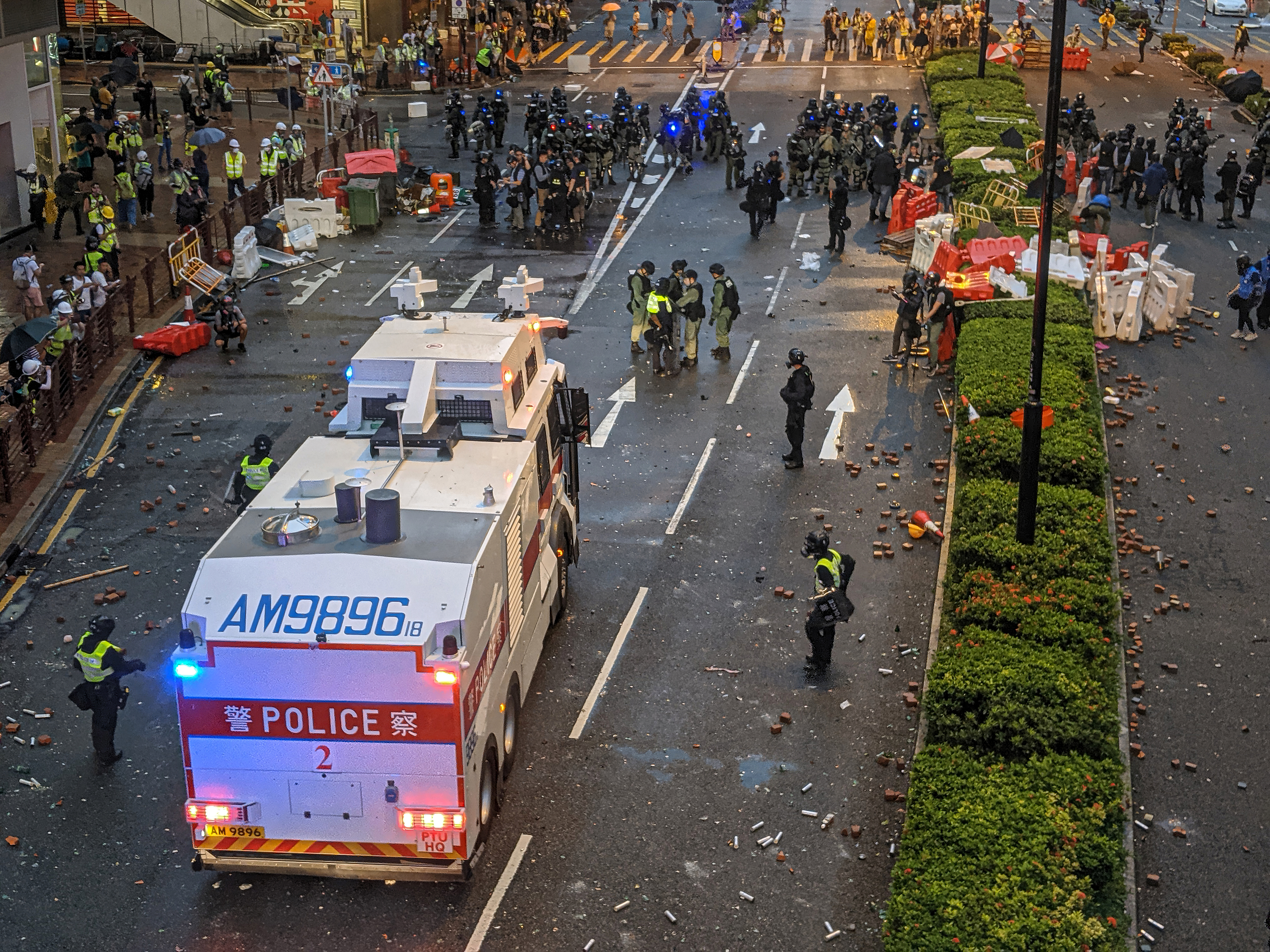
人群管理特別用途車，俗稱水炮車，於2019年8月25日荃葵青遊行首次出動
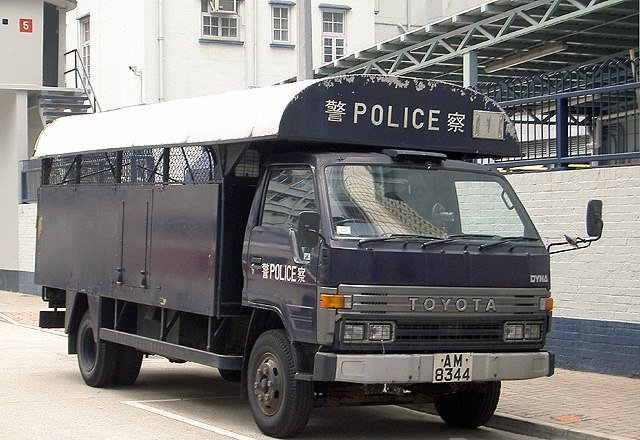
80年代中期的運員車

## 著名隊員
- 黃智賢，香港演員
- 馬德鐘，香港演員
- 曾慶鴻，香港男子七人欖球代表隊隊員
- 徐步高，尖沙咀槍擊案案發者
- 黎家智，前警隊警司
- 鄭柏林，外號「齊柏林熱狗」，曾為香港著名童星，現任機動部隊（第三訓練隊）總督察

## 大事記

### 天星小輪加價事件
天星小輪加價事件發生於1966年，事件源於天星小輪有限公司增加票價，香港市民上街抗議，後來演變成為騷亂，包括針對於警察的暴行。警隊派出警察訓練分遣隊，需要施放催淚彈、木彈及實彈鎮壓，駐港英軍告介入，最終平息事件。

### 六七暴動

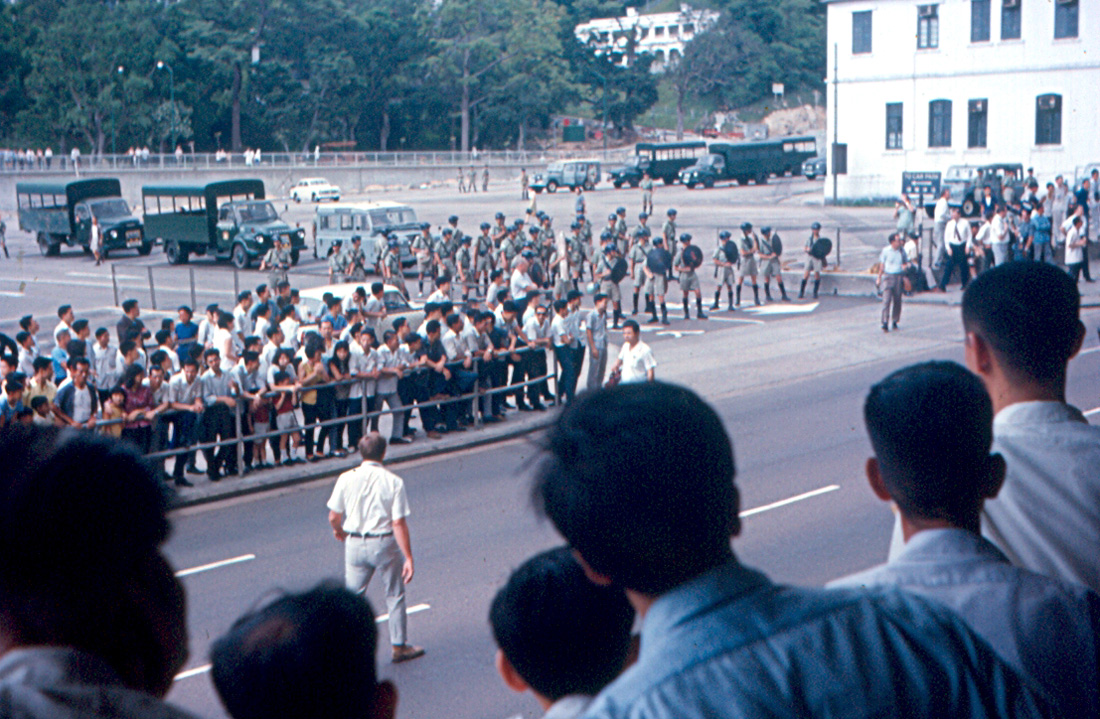
列隊的警察訓練分遣隊在六七暴動中戒備。

於1967年5月6日，香港左派在文化大革命的影響下，展開對抗殖民地政府的暴動。由最初的罷工、示威，發展至後來的暗殺、炸彈放置和槍戰。在事件中，所有人員取消休假候命，多次與暴徒對峙，作出驅散、鎮壓和拘捕行動。暴動期間，最少造成包括10名人員殉職在內的52人死亡，包括212名人員在內的802人受傷，1,936人被檢控。事件中共涉及1,167個炸彈。香港警隊在暴動中的忠誠及勇敢表現備受讚賞，於1969年獲英女皇賜予皇家頭銜。

### 反對世貿遊行衝突
2005年香港反對世貿遊行衝突源自在香港主辦世界貿易組織第六次部長級會議，引來世界各國反對世界貿易組織和反全球化運動的示威者齊集。會議舉行前夕，警察機動部隊總部制定了一套為期20週的體能訓練計劃予人員進行，並且特別研究發展出以三排為編制的新陣式（平常為四排），最前排為「拘捕排」、第2及第3排分別為「催淚排」及「射擊排」，而射擊排平常所裝備的實彈則改為橡膠子彈及布袋彈，以有效地控制作風強悍及接受過軍事訓練的韓國農民，並且確保傷害性為最低。世界貿易組織第六次部長級會議舉行前、中及後時期，全體警察機動部隊出動，聯同各警區合共9千名人員在灣仔北布防，海陸空全方位戒備，部分海上船隻亦需要被搜查。
發起遊行及示威的主要是韓國農民，自12月11日開始。起初示威遊，引起零星衝突，至12月17日，韓國農民在灣仔區浪接浪地衝擊警察防線企圖闖入香港會議展覽中心新翼以阻止會議進行。會議舉行期間韓國農民激烈地抗爭，警察機動部隊一度需要穿著盔甲，組成防護性極強的陣式護衛抵禦韓國農民的衝擊。會議閉幕前夕，韓國農民突破警察防線，佔領灣仔區多條街道，並且企圖攻進會場，與警察機動部隊爆發攻防戰，最終警察機動部隊需要施放催淚煙及發射布袋彈平息騷亂，至清晨時分才開始平靜。事件中910人被拘捕，做成包括61名人員在內的141人受傷。

### 香港反高鐵撥款衝突
香港反高鐵撥款警民衝突發生於2010年1月16日，約1,700名反高鐵運動示威者包圍立法會，要求與運輸及房屋局局長鄭汝樺直接對話，最終演變成為警民衝突，造成5名警務人員受傷。

### 佔領中環、雨傘運動

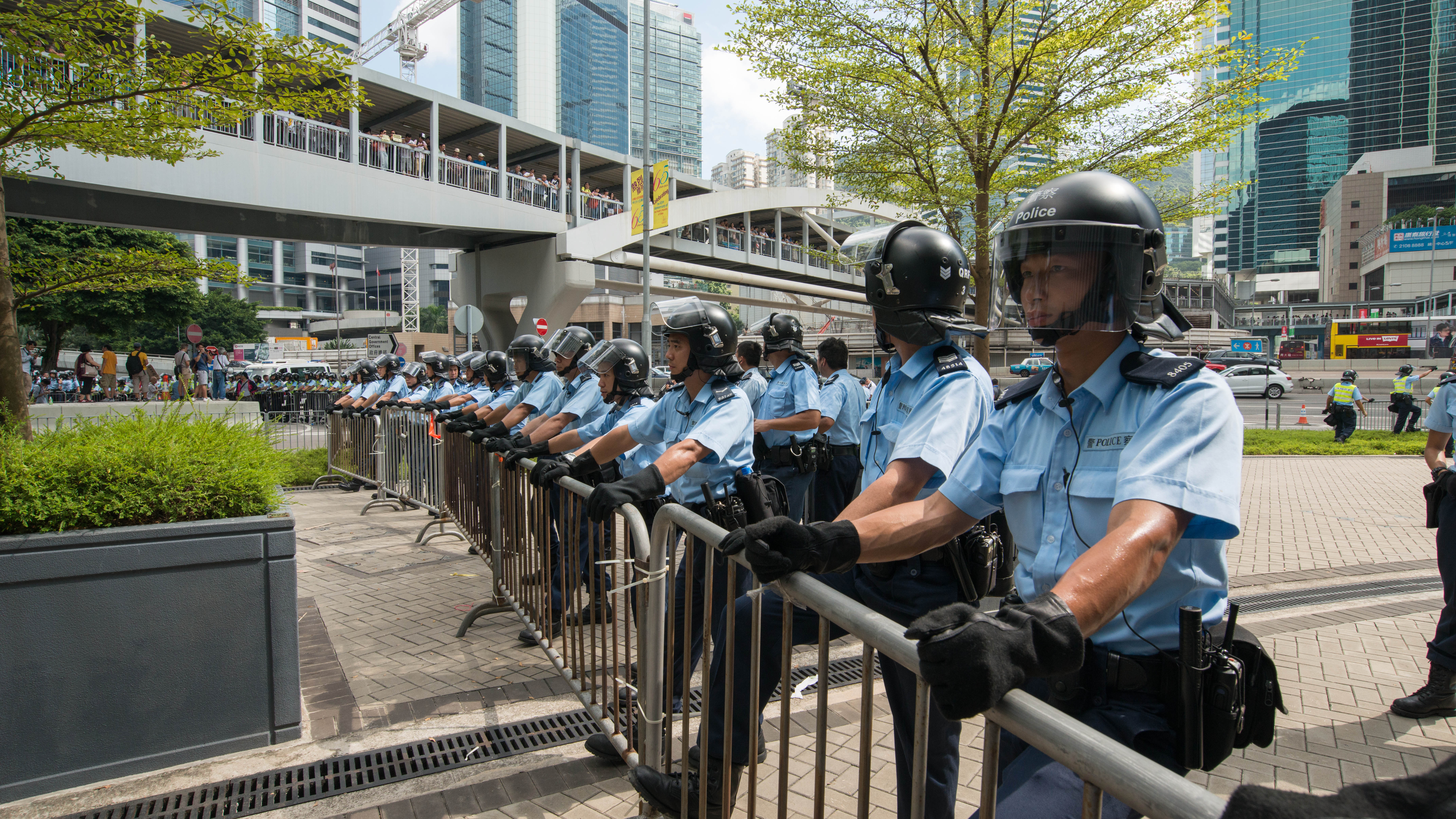
警察機動部隊在佔領中環運動前夕戒備
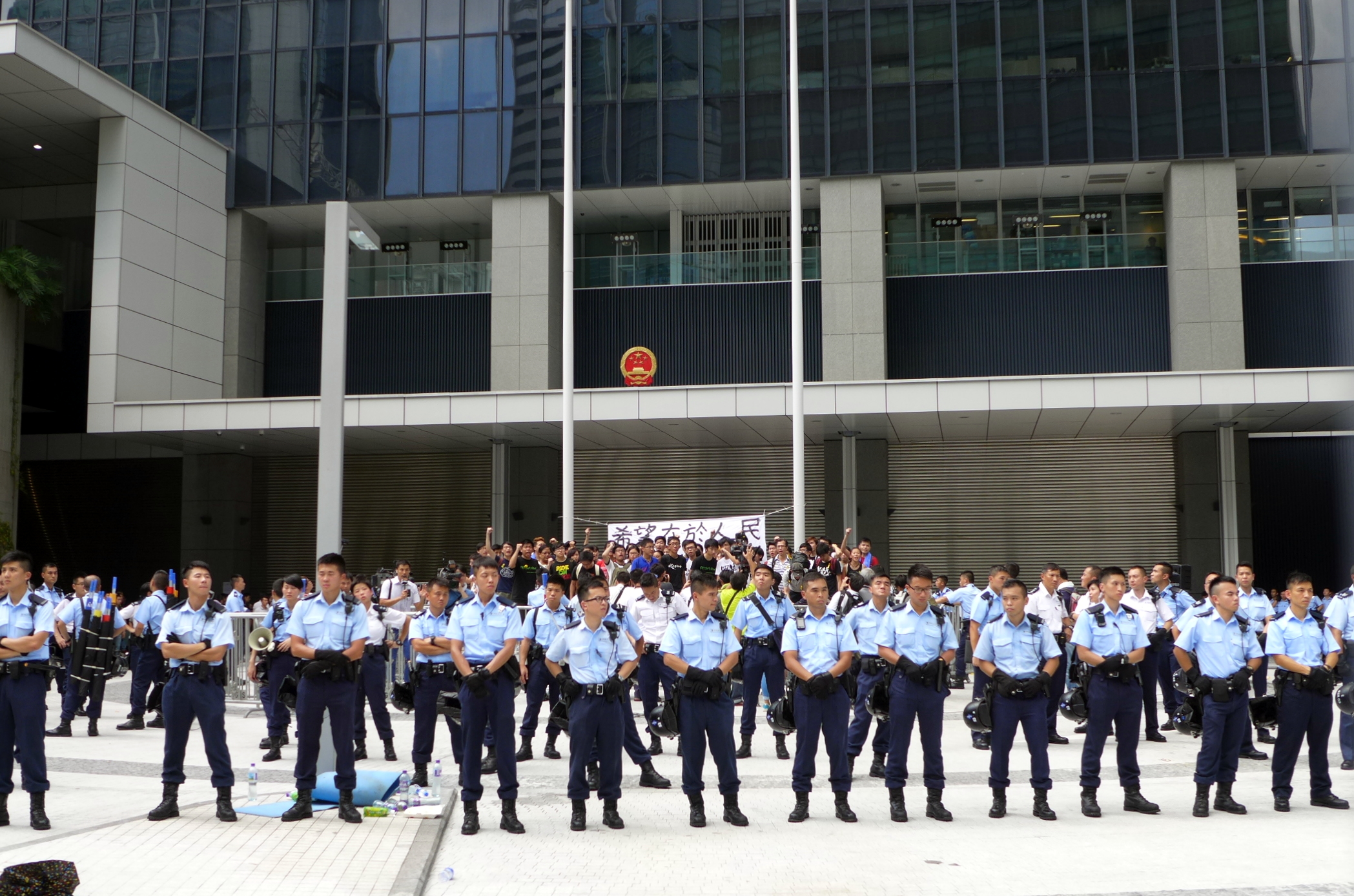
警察機動部隊在佔領中環運動前夕重點保護政府總部
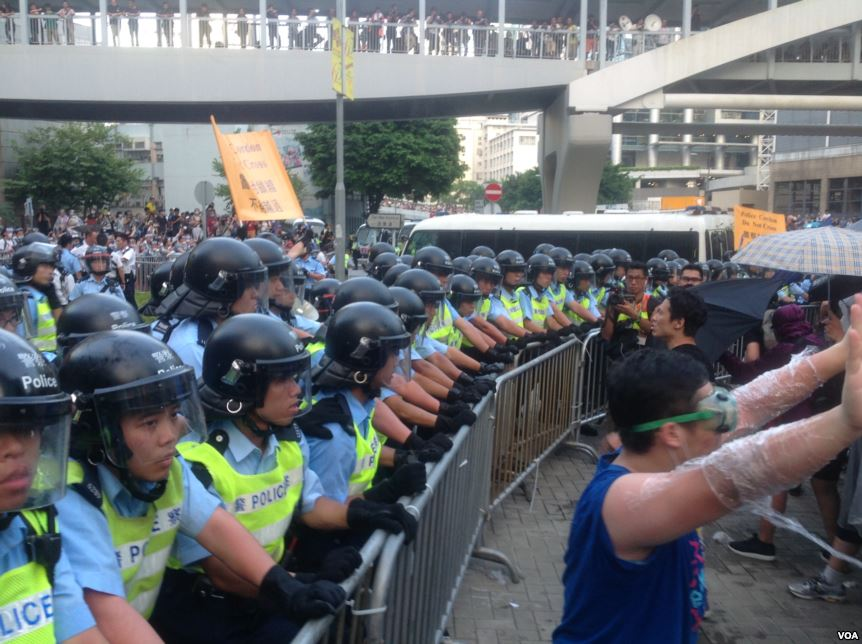
警察機動部隊在佔領中環運動期間戒備
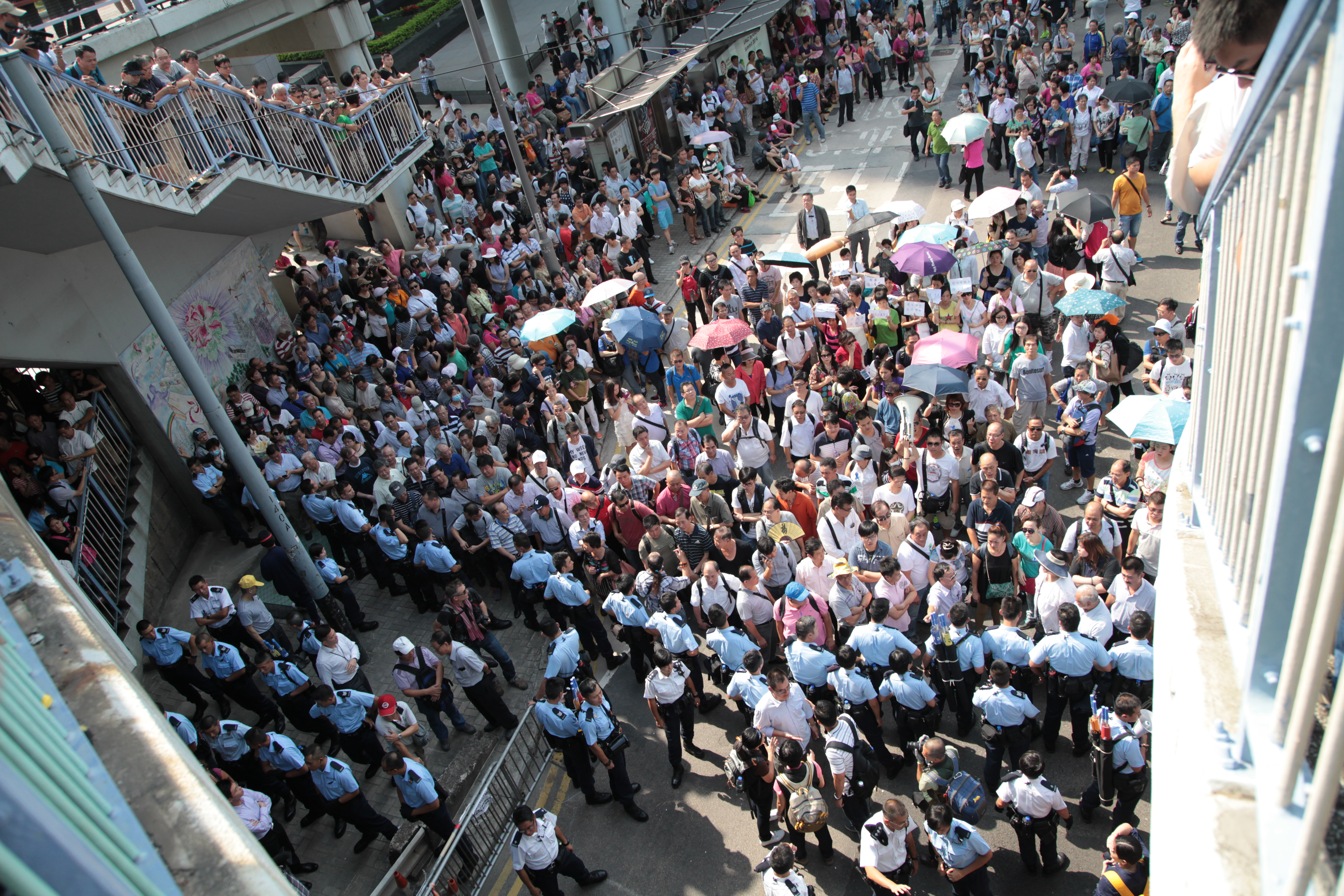
警察機動部隊分隔佔中與反佔中參與者，以防止爆發衝突
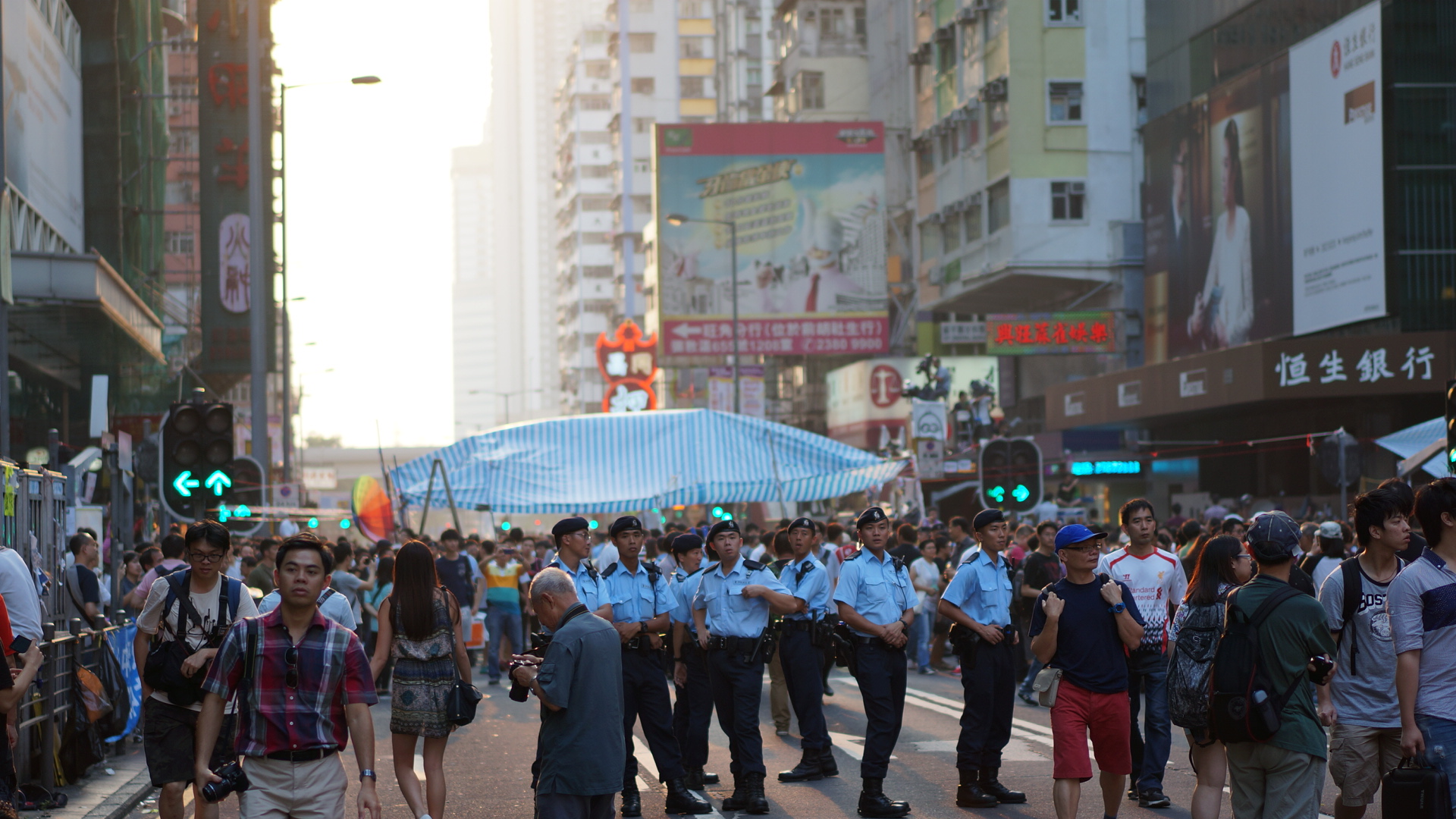
在旺角佔領區中執勤的警察機動部隊
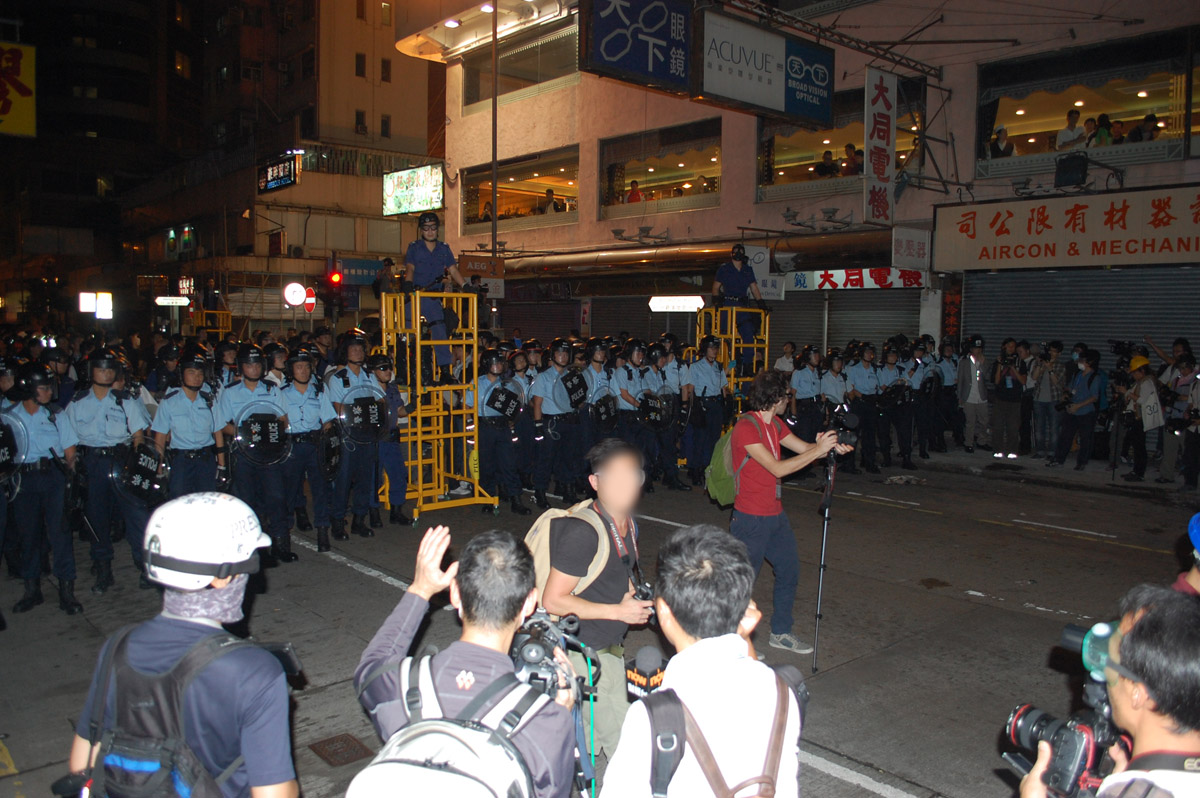
在旺角佔領區中清理現場的警察機動部隊
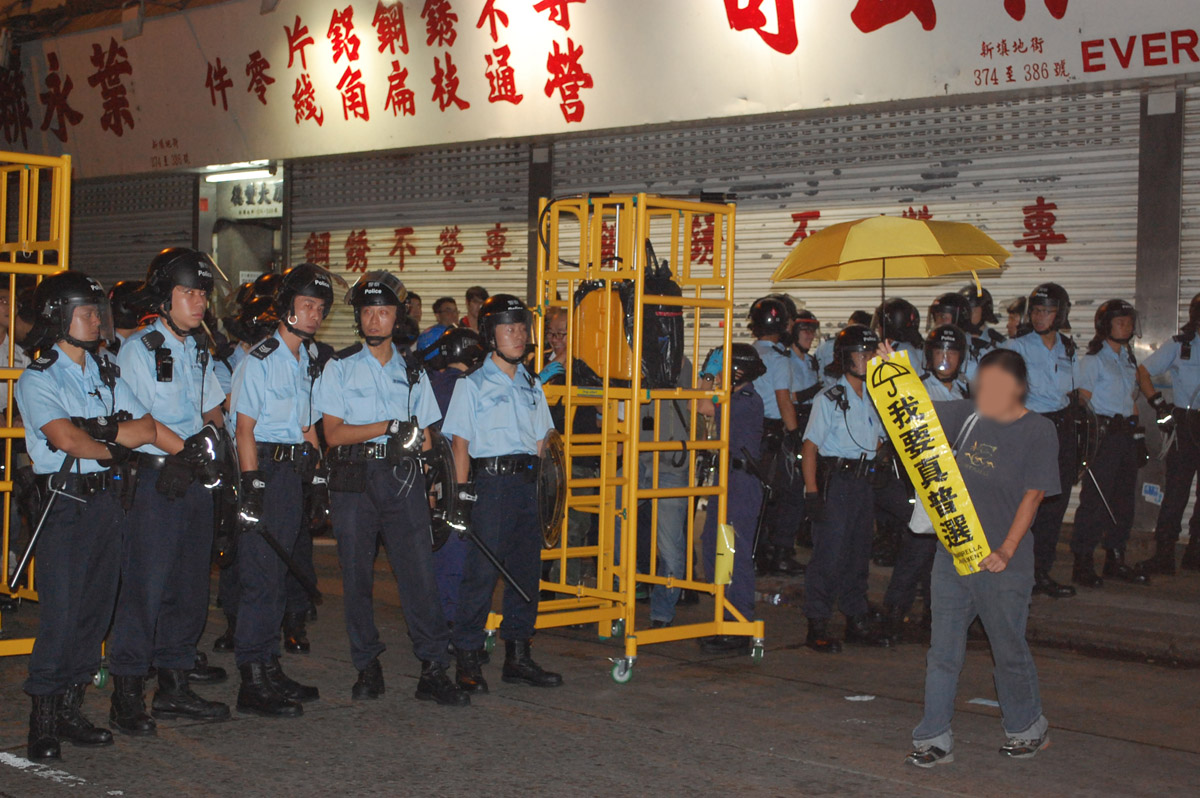
在旺角佔領區中清理現場的警察機動部隊
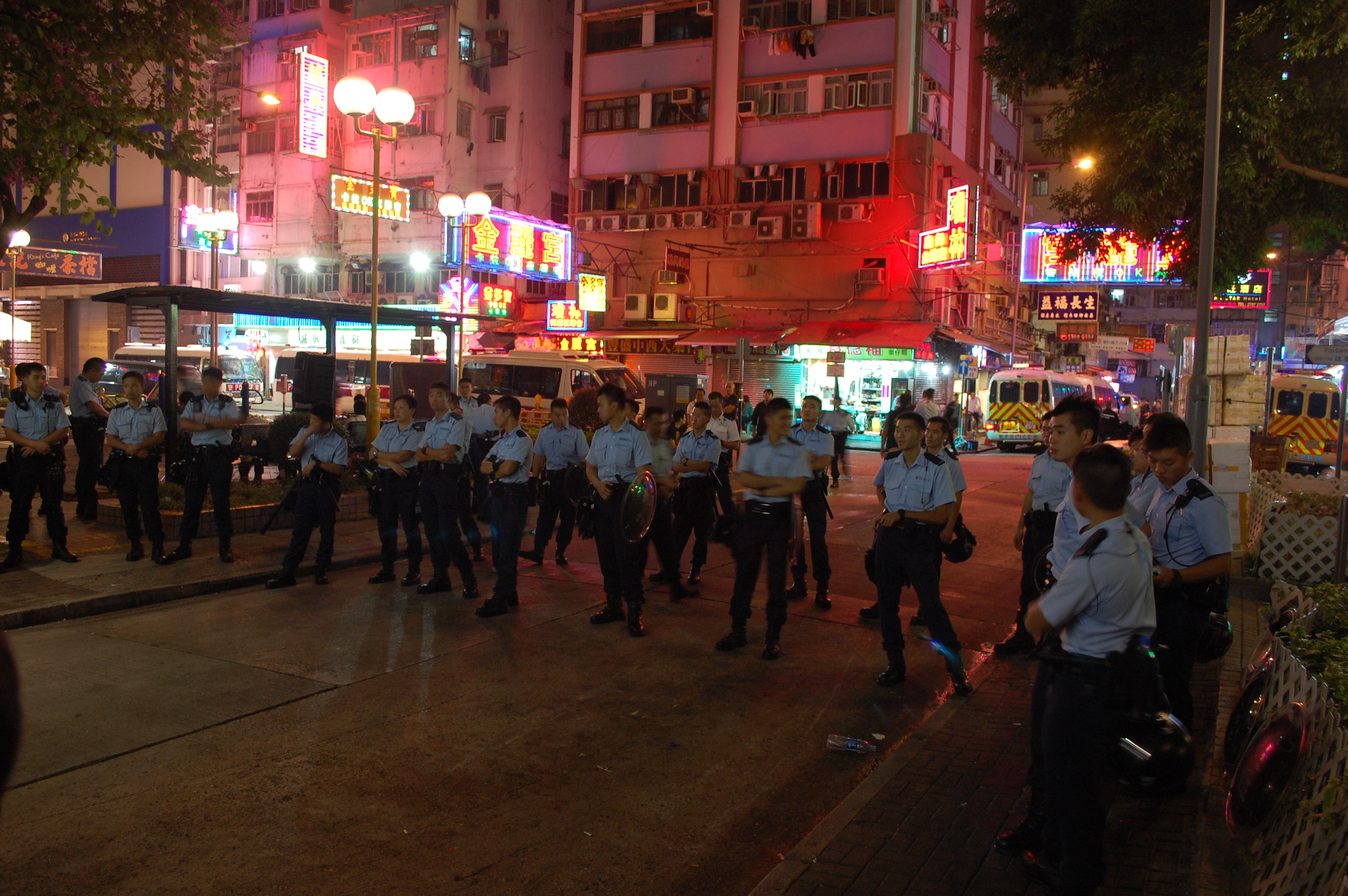
在旺角佔領區中戒備的警察機動部隊
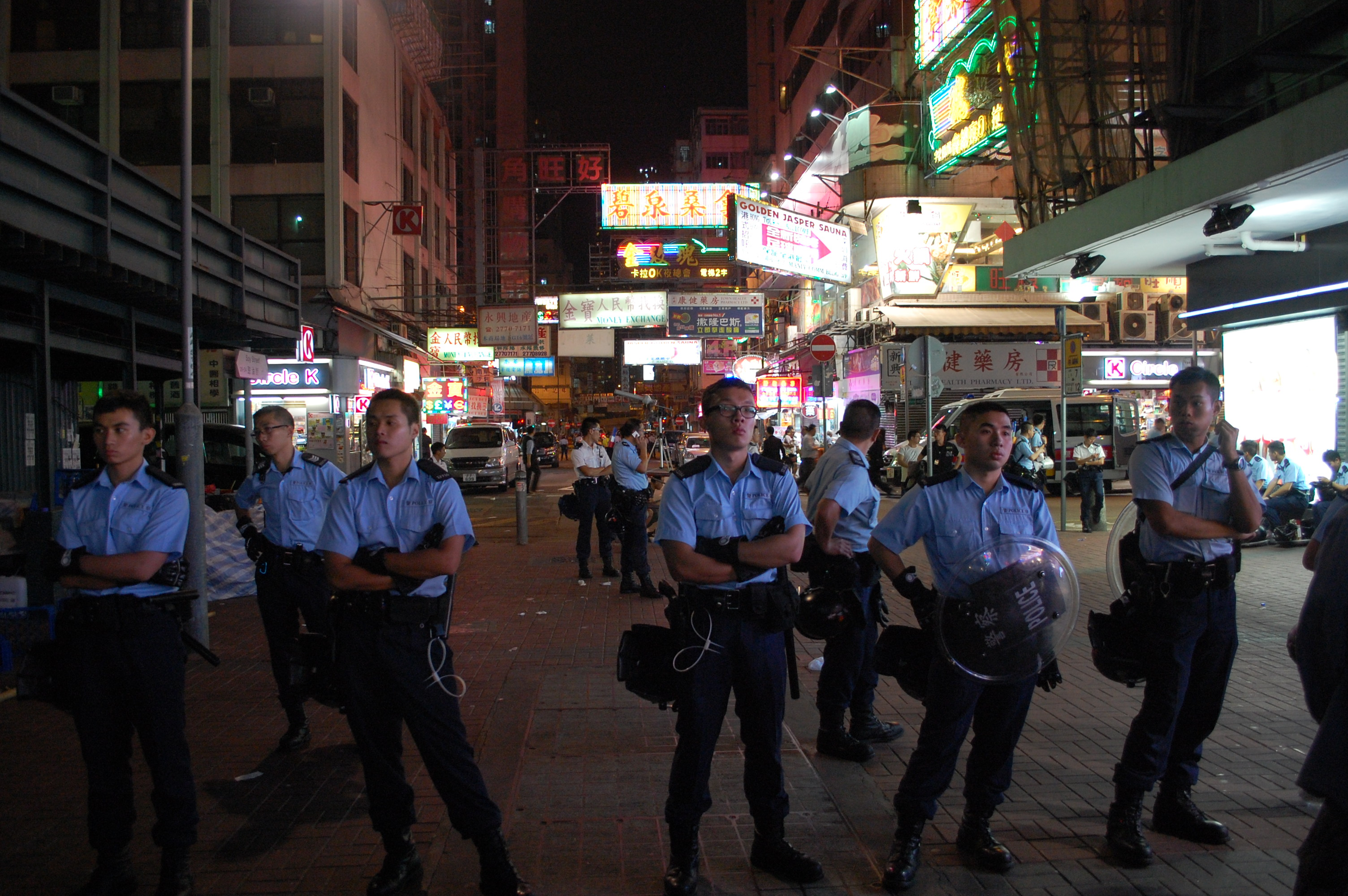
在旺角佔領區中戒備的警察機動部隊
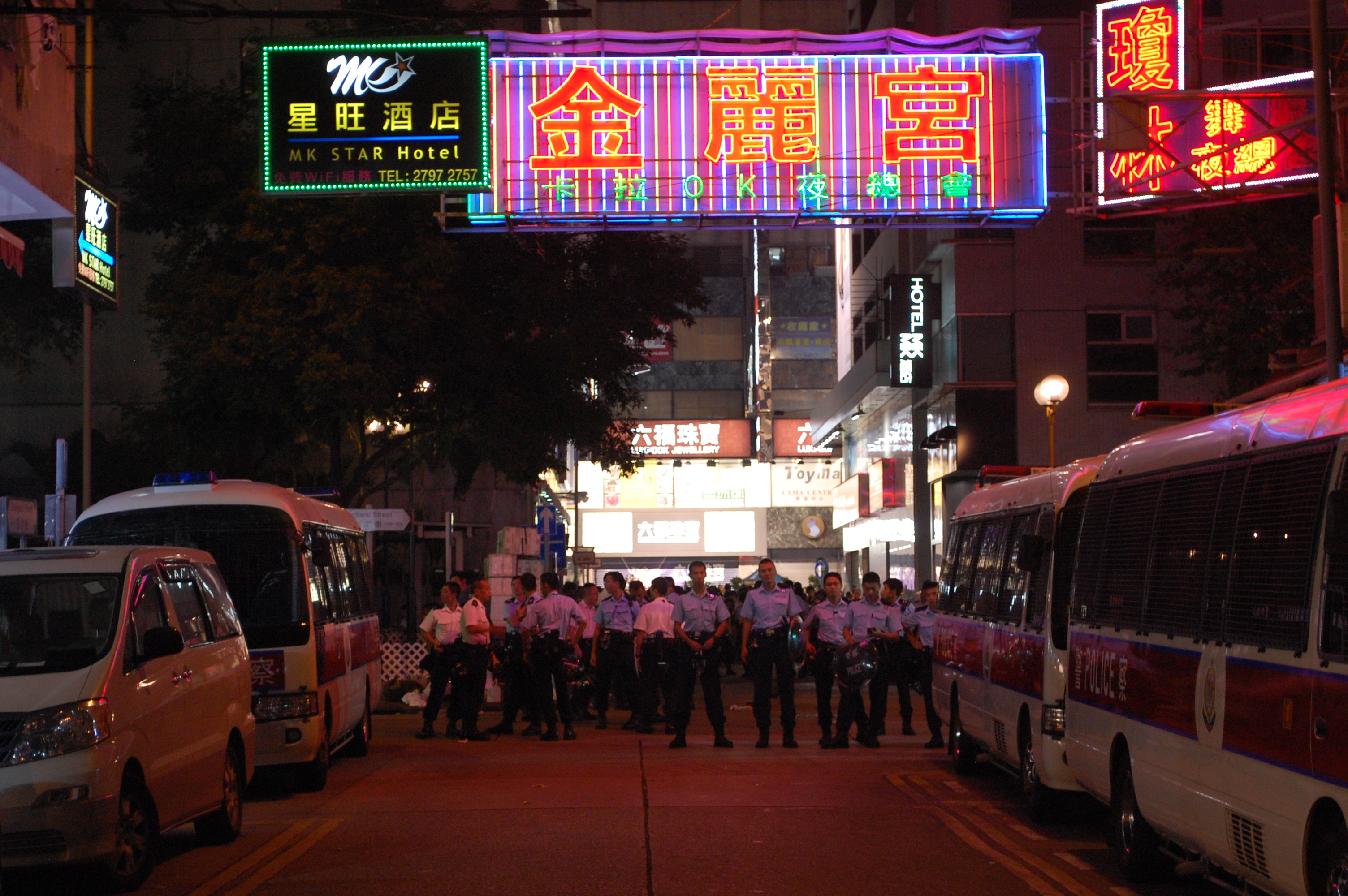
在旺角佔領區中戒備的警察機動部隊
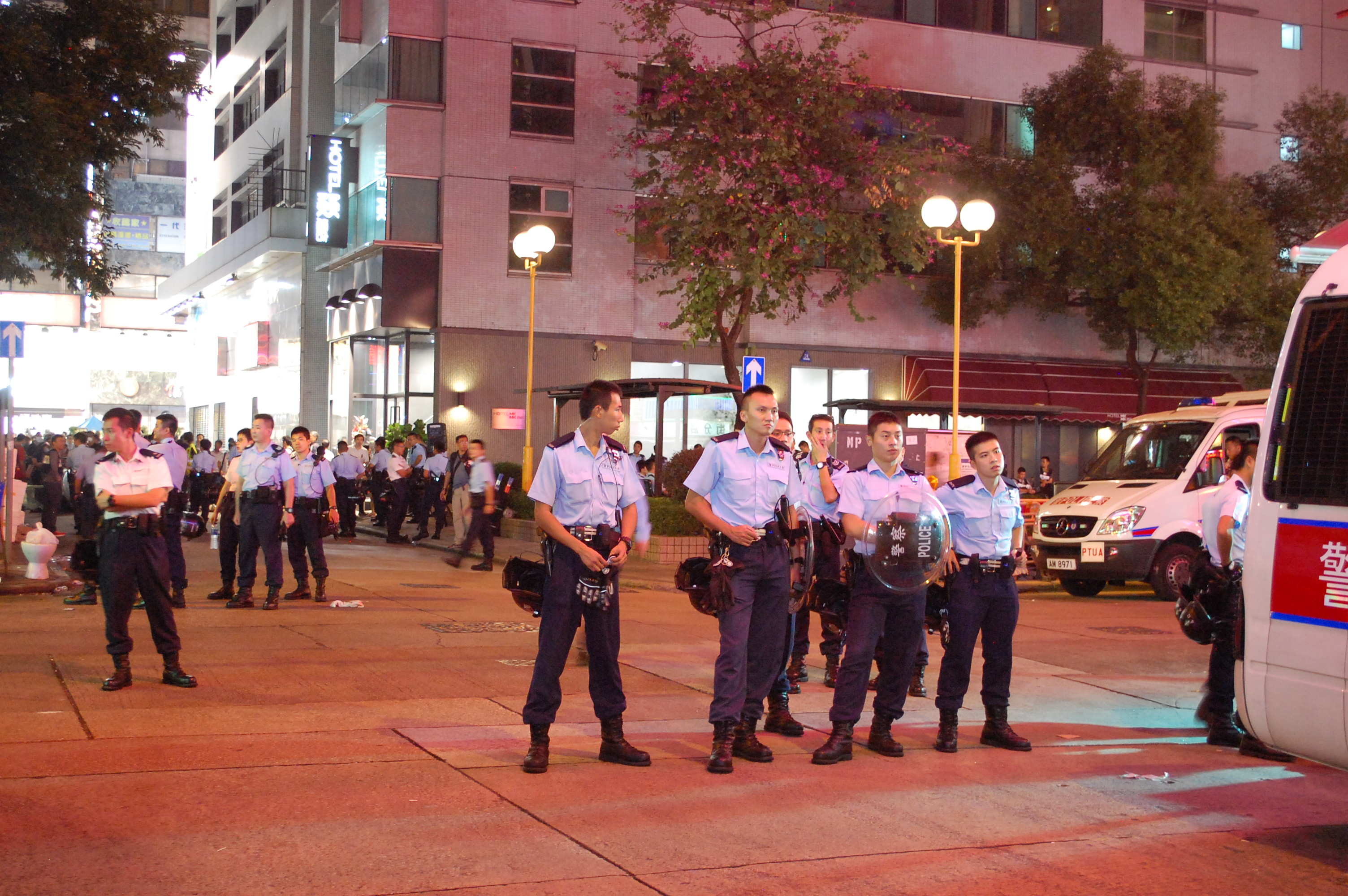
在旺角佔領區中戒備的警察機動部隊
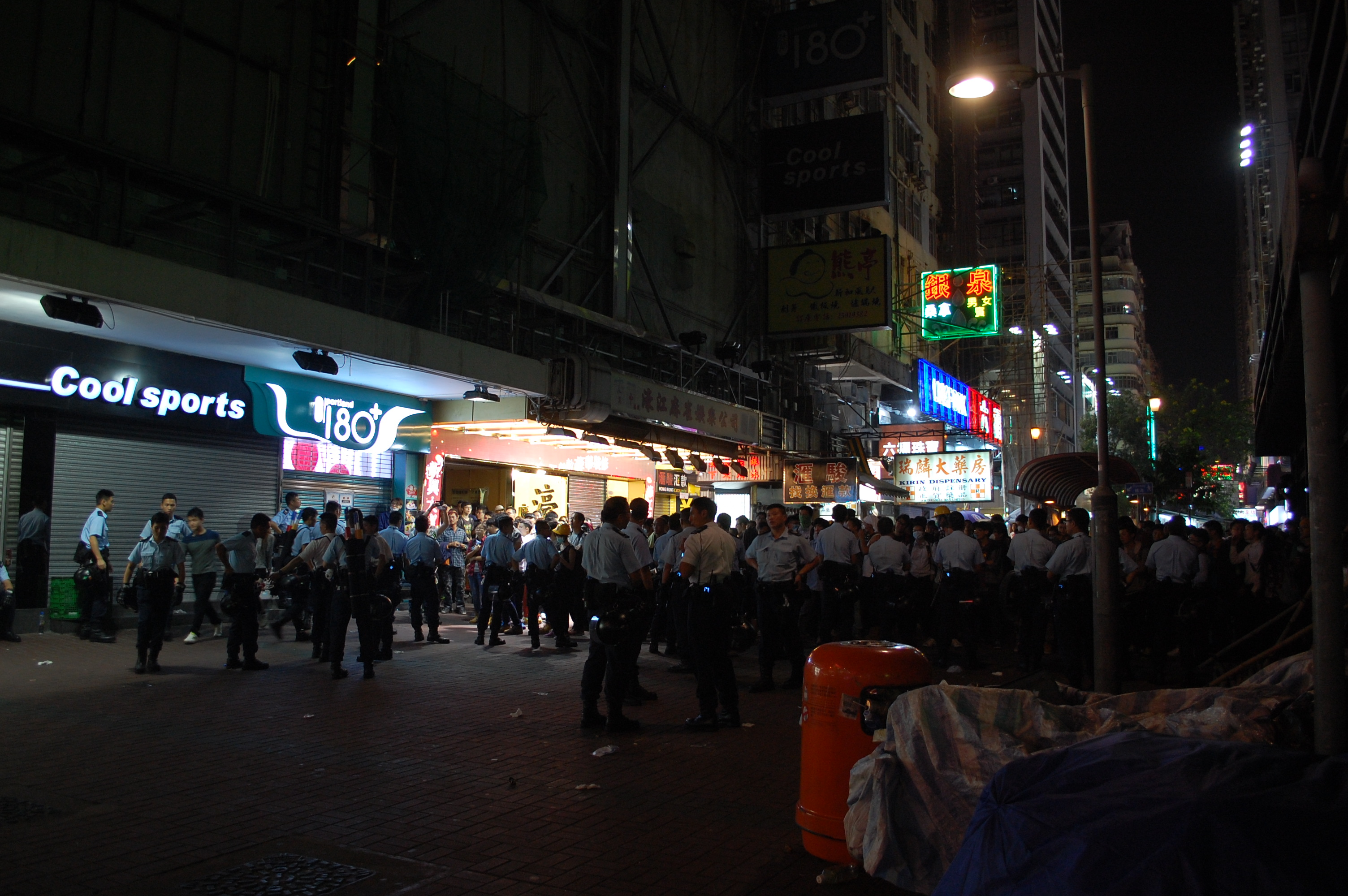
在旺角佔領區中戒備的警察機動部隊
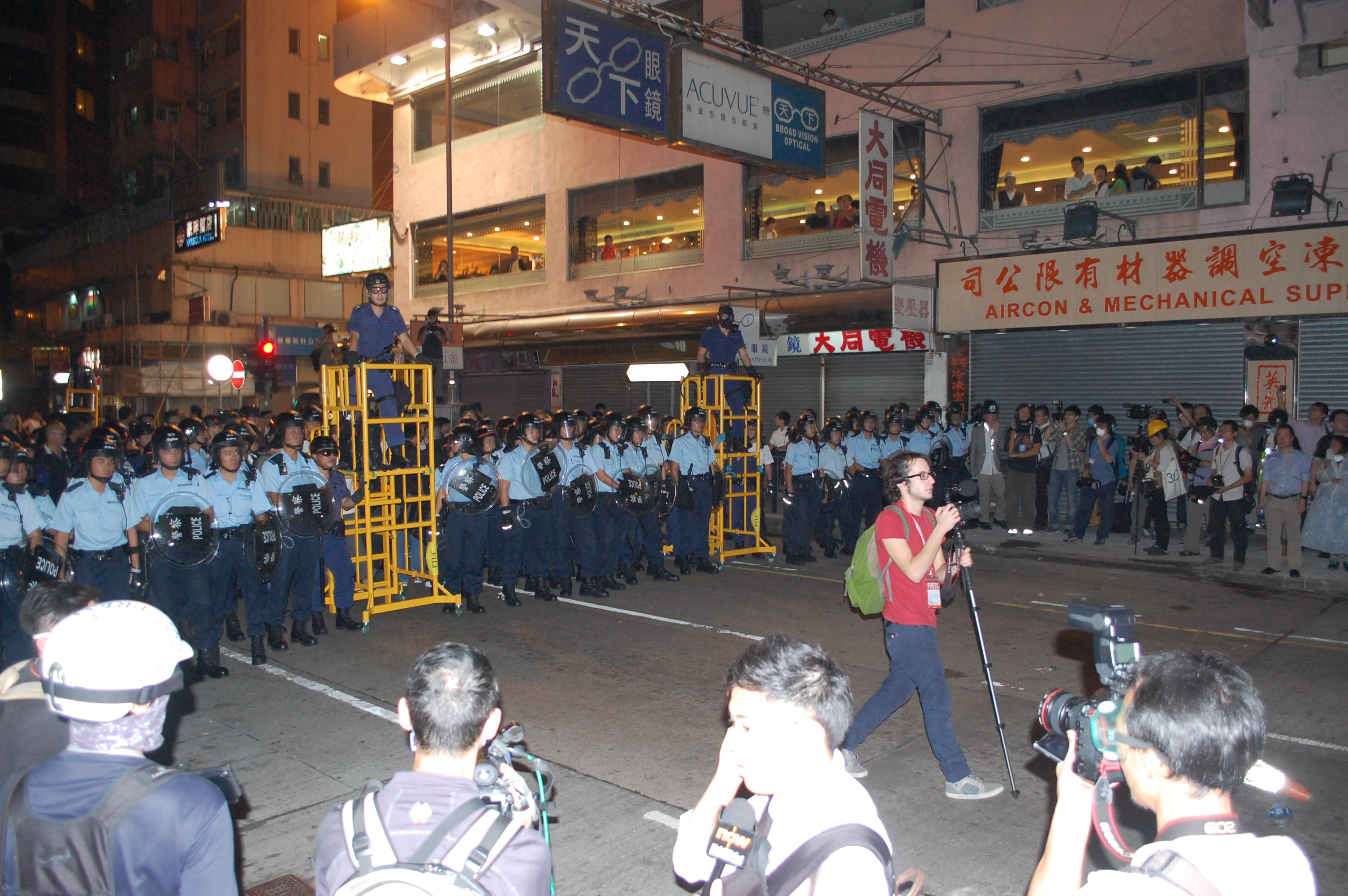
在旺角佔領區中清理現場的警察機動部隊
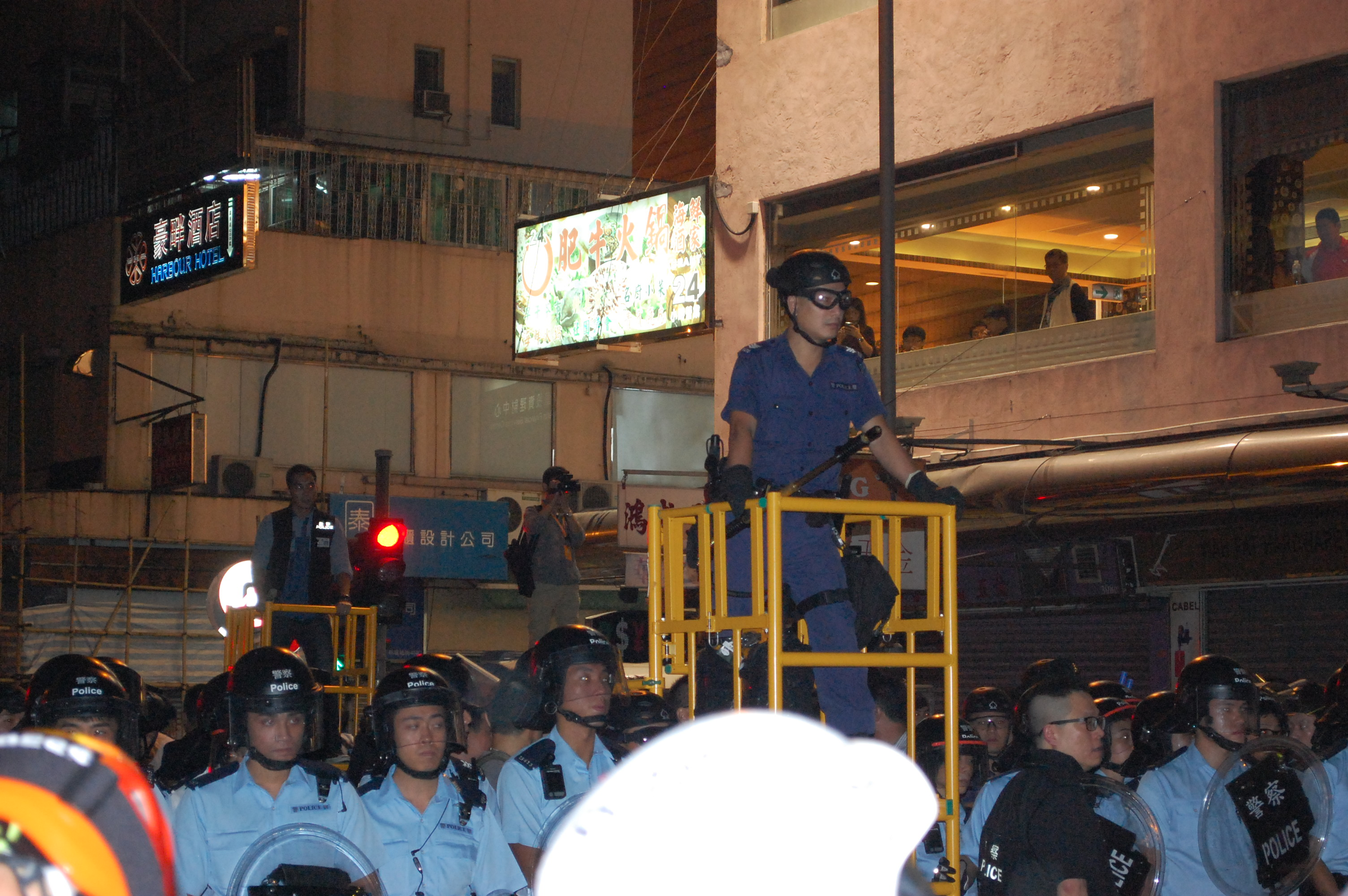
在旺角佔領區中清理現場的警察機動部隊
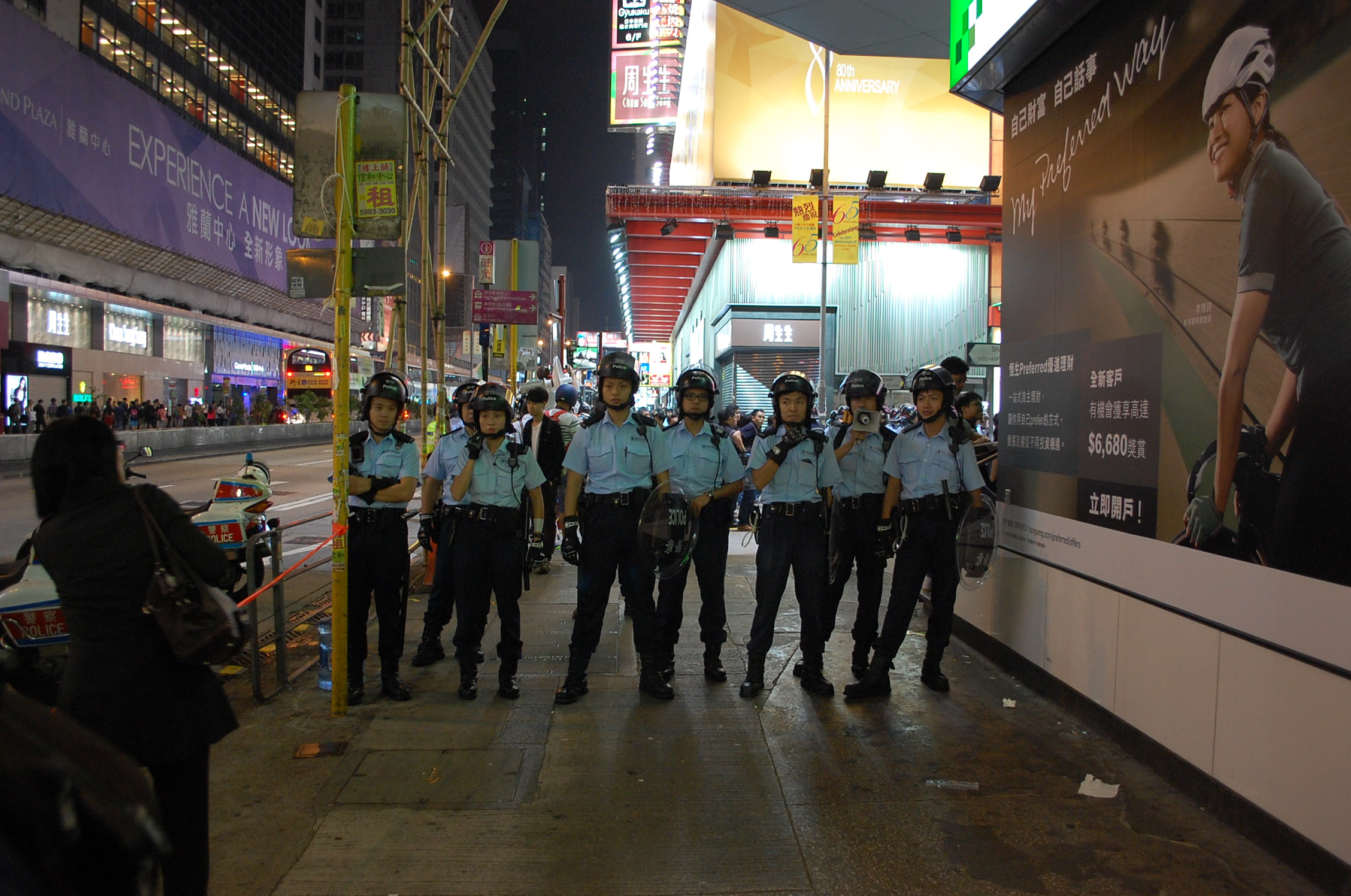
在旺角佔領區現場被清理後戒備的警察機動部隊

## 公眾聯繫
警察機動部隊擁有其義工隊，經常參與外展社會工作及籌款等義務活動。

## 軼事
警察機動部隊人員的一更時間長度為9小時36分鐘，實行五天工作制度，休假日子不定。
由於警察機動部隊的訓練水平以及要求頗高，人員於訓練期間體力不支以至昏厥、受傷以至殉職的情況均有發生，原因包括猝死及心肌梗死等。其中一次最為知名的意外發生於1998年2月21日，39歲的警司王永基在警察機動部隊總部接受高強度訓練期間暈倒，被送往醫院後被證明不治，原因在於猝死。
在機動部隊的架構裡面，一隊就是一個排，一排有四個縱隊，一個縱隊有八個人，而半個縱隊就是一個小縱隊，Brick（小縱隊）

## 以警察機動部隊為題材的作品

### 電影
- 《PTU》（2003年）
- 《PTU女警之絕處逢生》（2003年）
- 《PTU女警之偶然陷阱》（2005年）
- 《機動部隊系列》（2009年）
  - 《機動部隊－同袍》
  - 《機動部隊－警例》
  - 《機動部隊－絕路》
  - 《機動部隊－人性》
  - 《機動部隊－伙伴》

### 電視劇
- 《學警出更》（2007年）
- 《機動部隊2019》（2019年）
- 《PTU機動部隊》（2019年）
- 《反黑英雄》（2024年）

## 外部連結

### 官方
- 香港警務處-警隊歷史
- 警察機動部隊非公開宣傳片（页面存档备份，存于）
- 警察機動部隊內部防暴教學片段（页面存档备份，存于）

### 《警聲》
- 機動部隊'E'連結業（页面存档备份，存于）
- 紀常會成員訪問機動部隊（页面存档备份，存于）
- 居安思危  大球場「災難」演習（页面存档备份，存于）
- 「團隊訓練」經驗交流會（页面存档备份，存于）
- 警監會成員訪問警察機動部隊（页面存档备份，存于）
- 司法人員培訓委員會到訪機動部隊總部（页面存档备份，存于）
- 新界南機動部隊  人員獲讚揚（页面存档备份，存于）
- 西九龍機動部隊人員獲讚揚（页面存档备份，存于）
- 警察機動部隊教官  訓練北京市公安局指揮人員（页面存档备份，存于）
- 警監會委員及觀察員到訪警察機動部隊總部（页面存档备份，存于）
- 監管處處長杜偉義主持機動部隊結業會操（页面存档备份，存于）
- 機動部隊與支援部合作  加入「行動安全」（页面存档备份，存于）
- 主持警察機動部隊「Ｆ」大隊結業禮  副處長任達榮：對我而言是別具意義（页面存档备份，存于）
- 主持機動部隊結業禮  行動處處長贈言鼓勵（页面存档备份，存于）
- 港島機動部隊防盜竊顯專業（页面存档备份，存于）
- 學長學員出席機動部隊結業會操（页面存档备份，存于）
- 東九龍機動部隊針對性訓練  打擊青少年罪行（页面存档备份，存于）
- 監警會委員到訪警察機動部隊總部（页面存档备份，存于）

### 《警訊》
- 警訊－機動部隊特輯（一）：歷史及架構（页面存档备份，存于）》，2008年3月8日
- 警訊－機動部隊特輯（二）：直昇機懸浮跳/人群管理演習及訓練/壓點控制法（页面存档备份，存于）》，2008年3月15日
- 警訊－機動部隊特輯（三）：實彈練習/兇暴性人群控制訓練/接近可疑車輛及人士訓練（页面存档备份，存于）》，2008年3月22日
- 警訊－機動部隊特輯（四）：制服、裝備、武器及未來發展（页面存档备份，存于）》，2008年3月29日
- 《警訊》警察機動部隊五十週年會操（页面存档备份，存于）
- 《警訊》警察機動部隊特輯之一（页面存档备份，存于）
- 《警訊》警察機動部隊特輯之二（页面存档备份，存于）
- 警隊檔案之部門今昔──裝甲車（页面存档备份，存于）

### 網頁
- PTU裝備大檢閱（页面存档备份，存于）

### 視頻
- 2012年警察之夜 - 香港警察機動部隊表演（页面存档备份，存于）